# Liste von Persönlichkeiten der Stadt Darmstadt
Die Liste von Persönlichkeiten der Stadt Darmstadt gibt eine Übersicht von Personen, die mit der Stadt Darmstadt und ihrer Geschichte in Verbindung stehen.

## Bürgermeister und Oberbürgermeister
| Bürgermeister und Oberbürgermeister Darmstadts seit 1822 | Bürgermeister und Oberbürgermeister Darmstadts seit 1822 | Bürgermeister und Oberbürgermeister Darmstadts seit 1822 | Bürgermeister und Oberbürgermeister Darmstadts seit 1822 |
| -------------------------------------------------------- | -------------------------------------------------------- | -------------------------------------------------------- | -------------------------------------------------------- |
| 1822–1833                                                | Johann Michael Hofmann                                   | 1933                                                     | Heinrich Müller, NSDAP                                   |
| 1833–1835                                                | Karl Christian Lauteschläger                             | 1934–1945                                                | Otto Chr. Wamboldt, NSDAP                                |
| 1835                                                     | Ernst Emil Hoffmann                                      | 1945–1950                                                | Ludwig Metzger, SPD                                      |
| 1836–1848                                                | Georg Friedrich Brust                                    | 1951–1971                                                | Ludwig Engel, SPD                                        |
| 1848–1862                                                | Justus Georg Kahlert 1                                   | 1971–1981                                                | Heinz Winfried Sabais, SPD                               |
| 1863–1874                                                | Johann Adam Fuchs                                        | 1981–1993                                                | Günther Metzger, SPD                                     |
| 1874–1891                                                | Albrecht Ohly 2                                          | 1993–2005                                                | Peter Benz, SPD                                          |
| 1892–1909                                                | Adolf Morneweg 3                                         | 2005–2011                                                | Walter Hoffmann, SPD                                     |
| 1909–1929                                                | Wilhelm Glässing                                         | 2011–2023                                                | Jochen Partsch, Grüne                                    |
| 1929–1933                                                | Rudolf Mueller                                           | seit 2023                                                | Hanno Benz, SPD                                          |
| 1933                                                     | Robert Barth, NSDAP                                      |                                                          |                                                          |

## Bürgermeister und Vertreter des Oberbürgermeisters
| Bürgermeister und Vertreter des Oberbürgermeisters seit 1926 | Bürgermeister und Vertreter des Oberbürgermeisters seit 1926 | Bürgermeister und Vertreter des Oberbürgermeisters seit 1926 | Bürgermeister und Vertreter des Oberbürgermeisters seit 1926 |
| ------------------------------------------------------------ | ------------------------------------------------------------ | ------------------------------------------------------------ | ------------------------------------------------------------ |
| 1926–1933                                                    | Heinrich Delp, SPD                                           | 1993–1996                                                    | Michael Siebert, Grüne                                       |
| 1945–1948                                                    | Julius Reiber, SPD                                           | 1996–1997                                                    | Wolfgang Gehrke, CDU                                         |
| 1948–1961                                                    | Ernst Schroeder, FDP                                         | 1997–2003                                                    | Horst Knechtel, SPD                                          |
| 1962–1967                                                    | Ernst Holtzmann, CDU                                         | 2003–2011                                                    | Wolfgang Glenz, SPD                                          |
| 1967–1970                                                    | Joachim Borsdorff, SPD                                       | 2011–2021                                                    | Rafael Reißer, CDU                                           |
| 1970–1983                                                    | Horst Seffrin, SPD                                           | seit 2021                                                    | Barbara Akdeniz, Grüne                                       |
| 1983–1993                                                    | Peter Benz, SPD                                              |                                                              |                                                              |

## Ehrenbürger

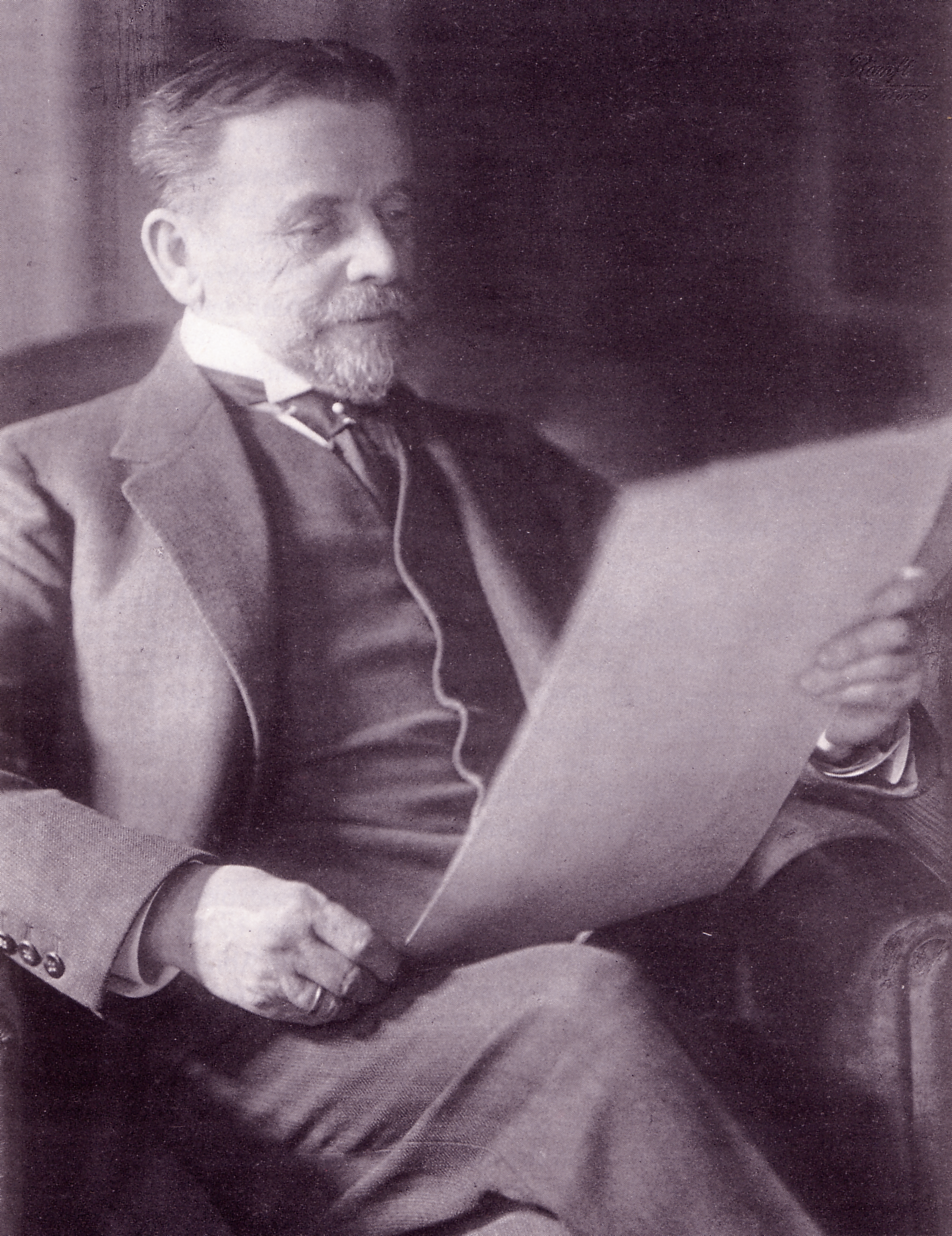
Ludwig Hoffmann

Die Stadt Darmstadt hat folgenden Personen die Ehrenbürgerwürde verliehen (Auflistung in chronologischer Reihenfolge nach Verleihung):
- 1848: Edmund Külp (1801–1862), Mathematiker, Direktor der Höheren Gewerbschule Darmstadt, aus der später die Technische Hochschule (heute Technische Universität) hervorging
- 1850: Philipp Keil (1790–1874), Major und Oberbefehlshaber der Darmstädter Bürgerwehr
- 1881: James Hobrecht (1825–1902), Ingenieur und Stadtplaner, Erbauer des Wasserwerks
- 1890: Otto von Bismarck (1815–1898), erster Reichskanzler des Deutschen Reichs
- 1924: Maximilian von Heyl (1844–1925), Lederfabrikant in Worms, Kunstsammler und Förderer moderner Künstler
- 1930: Arnold Mendelssohn (1855–1933), Kirchenmusikleiter und Musiklehrer, Träger des Georg-Büchner-Preises 1923
- 1932: Ludwig Hoffmann (1852–1932), Architekt (unter anderem des Reichsgerichtsgebäudes in Leipzig), langjähriger Stadtbaurat in Berlin
- 1939: Adolf Hitler (1889–1945), Reichskanzler – Die Ehrenbürgerwürde wurde am 26. Juni 1946 durch die erste wieder frei gewählte Stadtverordnetenversammlung aberkannt.
- 1949: Rudolf Mueller (1869–1954), Oberbürgermeister a. D.
- 1955: Theodor Heuss (1884–1963), erster Bundespräsident der Bundesrepublik Deutschland
- 1960: Kasimir Edschmid (1890–1966), Schriftsteller
- 1964: Christian Stock (1884–1967), Ministerpräsident des Landes Hessen
- 1971: Ludwig Engel (1906–1975), Oberbürgermeister
- 1976: Ludwig Metzger (1902–1993), deutscher Politiker (SPD), MdB, MdL (Hessen), Oberbürgermeister a. D., Minister für Erziehung und Volksbildung in Hessen

## Söhne und Töchter der Stadt
Die folgende Übersicht enthält in Darmstadt geborene Personen chronologisch aufgelistet nach dem Geburtsjahr. Ob die Personen ihren späteren Wirkungskreis in Darmstadt hatten oder nicht, ist dabei unerheblich.
Viele sind nach ihrer Geburt oder später von Darmstadt weggezogen und anderenorts bekannt geworden.
Die Liste erhebt keinen Anspruch auf Vollständigkeit.

### Bis 1800

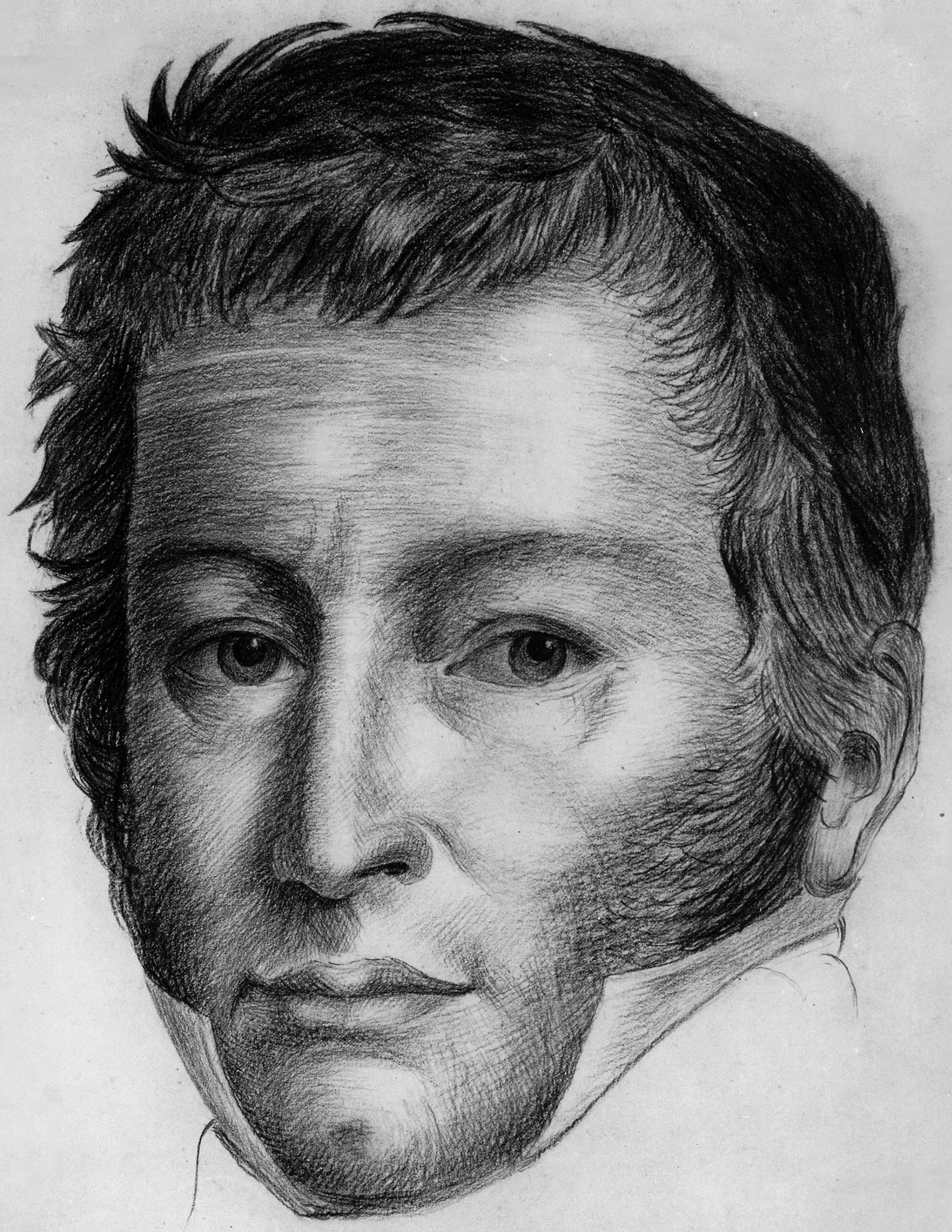
Emanuel Merck, Pharmazeut

- um 1530, Matthias Castritius, †/begraben 10. März 1582 in Frankfurt/Main, deutscher Rechtsgelehrter
- 1600, 23. April, Elisabeth Magdalena von Hessen-Darmstadt, durch Heirat Herzogin von Württemberg-Mömpelgard
- 1609, 17. Juni, Johannes von Hessen-Braubach, † 1. April 1651 in Ems, Titular-Landgraf von Hessen-Braubach und Feldherr
- 1634, 7. Januar, Sophie Eleonore von Hessen-Darmstadt, † 7. Oktober 1663 in Bingenheim, Landgräfin von Hessen-Homburg
- 1640, 15. September, Weipart Ludwig von Fabrice, † 29. Oktober 1724 in Celle, Diplomat und Staatsmann
- 1652, 28. April, Magdalena Sibylla von Hessen-Darmstadt, † 11. August 1712 in Kirchheim unter Teck, Herzogin von Württemberg, Gattin von Herzog Wilhelm Ludwig von Württemberg
- 1658, 19. Oktober, Philipp Casimir Schlosser, † 1. Juli 1712 in Marburg, evangelischer Theologe und Hochschullehrer
- 1663, 7. September, Ludwig Heinrich Schlosser, † 8. August 1723 in Frankfurt am Main, evangelischer Geistlicher, Lehrer und Liederdichter
- 1670, 6. Juli, Sophia Louisa von Hessen-Darmstadt, † 2. Juni 1758 in Oettingen, Fürstin von Oettingen-Oettingen
- 1673, 19. Februar, Johann Philipp Burggrav, † im März 1746 in Frankfurt am Main, Arzt.
- 1684, 22. Dezember, Johann Jacob Dillen (Dillenius), † 2. April 1747 in Oxford, Botaniker
- 1687, 5. November, Johann Franz Merck, † 18. März 1741 in Darmstadt, Apotheker
- 1689, 9. Dezember, Johann Conrad Lichtenberg, † 17. Juli 1751 in Darmstadt, Librettist, Baumeister und Theologe
- 1700, 1. September, Johann Philipp Burggrave, † 5. Juni 1775 in Frankfurt am Main, Arzt
- 1713, 26. August, Joachim Ludwig von Schwartzenau, † 16. Dezember 1787 in Regensburg, hessischer und preußischer Diplomat und Minister
- 1716, 18. September (Taufdatum), Johann Tobias Sonntag, † im Februar 1774 in Darmstadt, Maler
- 1717, 18. März, Friedrich Jacob Boßler, † 7. April 1793 in Darmstadt, Waffenhersteller und Hofwindbüchsenmacher des Landgrafen Ludwig VIII. von Hessen-Darmstadt
- 1720, 17. November, Andreas Böhm, † 16. Juli 1790 in Gießen, Philosoph, Mathematiker und Aufklärer, Hochschulrektor
- 1724, Wilhelm Ludwig von Meusel, † 10. April 1787 in Magdeburg, preußischer Oberst, Ritter des Ordens Pour le Mérite
- 1727, 2. Dezember, Johann Justus Merck, † 14. Juni 1758 in Darmstadt, Apotheker
- 1728, 12. März, Andreas Peter von Hesse, † 9. September 1803 in Darmstadt, Jurist und Staatsmann
- 1732, 27. Juli, Johann Georg Bechtold, † 15. Oktober 1805 in Gießen, Philosoph, Literaturwissenschaftler, Rhetoriker und evangelischer Theologe
- 1734, 2. Juli, Johannes Kopp, † 23. Januar 1796 in Hamburg, Zimmerer, Baumeister und -beamter
- 1734, Philipp Ernst Wegmann, † 26. Juli 1778, Orgelbauer
- 1736, 16. Februar, Helfrich Peter Sturz, † 12. November 1779 in Bremen, Schriftsteller der Aufklärung
- Peter Christian Dietz * 9. Juli 1737, † 21. Januar 1805 in Umstadt, Hessen-Dasrmstädtischer Oberamtmann und Geheimer Rat
- 1741, 11. April, Johann Heinrich Merck, † 27. Juni 1791 in Darmstadt, Schriftsteller und Publizist
- 1744, 22. Juli, Heinrich Philipp Boßler, 8. September 1812 in Gohlis, Musikverleger und Impresario
- 1747, 3. August, Philipp Engel Klipstein, † 15. Juli 1808 in Darmstadt, Oberkammerdirektor und Mineraloge
- 1748, 27. Dezember, Wilhelm Ludwig Hoffmann, † 9. Oktober 1830 in Darmstadt, Jurist und Großherzoglich-hessischer Hofgerichtsrat
- 1750, 9. August, Helwig Bernhard Jaup, 27. Oktober 1806 in Gießen, Jurist und Hochschullehrer
- 1751, 16. September, Ernst Friedrich Hektor Falcke, † 27. Februar 1809 in Hannover, Jurist, Bürgermeister von Hannover, Hofrat und Schriftsteller
- 1753, 31. März, Johann Martin von Abele, † 3. September 1805 in Ulm, Jurist
- 1756, 9. September, Johann Anton Merck, † 1. Juni 1805 in Darmstadt, Apotheker
- 1757, 16. Mai, Karl Wilhelm Georg von Hessen-Darmstadt, † 15. August 1795 in Darmstadt, kaiserlicher Generalmajor
- 1760, 26. September, Johann Andreas Zöppritz, † 28. April 1826 in Darmstadt, Fabrikant und Landtagsabgeordneter
- 1761, 19. November, Carl Heinrich Merck, † 31. Januar 1799 in St. Petersburg, Mediziner und Teilnehmer an einer Expedition durch Ostsibirien und Alaska
- 1762, 16. Juli, Ludwig Franz Greuhm, † 16. Februar 1824 in Berlin, Diplomat
- 1766, 15. April, Philipp Friedrich Weis, † 23. November 1808 in Marburg, Rechtswissenschaftler und Hochschullehrer
- 1766, 12. November, Karl Oppermann, † 2. Juli 1831 in Wyborg, hessisch-russischer Militäringenieur, Kartograf und Offizier der Kaiserlich Russischen Armee
- 1770, 19. April, Georg Abraham Schneider, † 19. Januar 1839 in Berlin, Hornist, Komponist und preußischer Hofkapellmeister
- 1772, 3. Januar, Philipp Hax, † 29. Juni 1831 in Darmstadt, Löwenwirt in Darmstadt und Abgeordneter der 2. Kammer der Landstände des Großherzogtums Hessen
- 1772, 24. März, Friedrich Greuhm, † 1. Dezember 1823 in Georgetown, Diplomat
- 1773, 11. Dezember, Ludwig Wilhelm Wittich, † 17. April 1832 in Berlin, Verleger, Kunsthändler, Zeichner, Kupferstecher und Radierer
- 1777, 26. Dezember, Ludwig II., † 16. Juni 1848 in Seeheim, Großherzog von Hessen 1830–48
- 1779, 15. Januar, Louise von Hessen-Darmstadt, † 18. April 1811 in Köthen, Fürstin von Anhalt-Köthen
- 1779, 25. April, Hektor Rößler (Münzrat), † 10. November 1863 in Darmstadt, Mechanikus und Münzrat
- 1781, 5. April, Louis Wiener, † 13. März 1842 in Darmstadt, Gastwirt, Politiker und Abgeordneter der 2. Kammer der Landstände des Großherzogtums Hessen
- 1783, Ernst Ludwig Rube, † 11. Mai 1870 in Darmstadt, hessischer Apotheker und Abgeordneter der 2. Kammer der Landstände des Großherzogtums Hessen
- 1784, 27. Februar, Ludwig von Lichtenberg, † 29. Juli 1845 in Mainz, rheinhessischer Regierungspräsident
- 1785, 17. Januar, Ernst Emil Hoffmann, † 22. Mai 1847 in Darmstadt, Unternehmer und Politiker
- 1785,  5. April, Philipp Wiener, † 23. Januar 1866 in Darmstadt, Gastwirt, Politiker und Abgeordneter der 2. Kammer der Landstände des Großherzogtums Hessen
- 1785, 13. Oktober, Georg Wilhelm Issel, † 15. August 1870 in Heidelberg, Maler, Darmstädter Hofrat und Kunsthistoriker
- 1786, 6. August, Bernhard Miltenberg, † 3. Januar 1833 in Frankfurt am Main, Jurist, Richter und Politiker der Freien Stadt Frankfurt
- 1787, 12. März, Johann Valentin Klein, † 28. April 1861 in Gießen, lutherischer Theologe und Pädagoge
- 1788, Carl Christian Lauteschläger, † 1835 in Darmstadt, Kommunalpolitiker und Bürgermeister
- 1789, 31. August, Wilhelm Hoffmann, † 29. Juli 1863 in Darmstadt, Offizier und Abgeordneter der 2. Kammer der Landstände des Großherzogtums Hessen
- 1790, 7. März, Georg Friedrich Brust, † 20. Mai 1854 in Darmstadt, Kommunalpolitiker, Bürgermeister, Bauunternehmer und Handwerksmeister
- 22. Januar 1791, Ludwig Westerweller von Anthoni, † 14. Januar 1874, Großherzoglicher Oberst
- 1791, 30. Januar, Georg Franz Schmidt, † 29. September 1857 in Darmstadt, Generalmajor
- 1791, 24. Mai, Georg Weber, † 27. Oktober 1862 in Darmstadt, Eisenhändler, Politiker und Landtagsabgeordneter
- 1792, 11. August, Georg Lerch, † 20. März 1857 in Darmstadt, Architekt und Politiker
- 1792, 7. Oktober, Georg Dingeldey, † 17. November 1856 in Darmstadt, Offizier
- 1793, 10. Dezember, Andreas von Hesse, † 21. März 1868 in Darmstadt, Oberappellationsgerichtspräsident und Abgeordneter
- 1794, 25. April, Charlotte Mangold, † 6. April 1876 in Darmstadt, Sängerin und Gesangslehrerin
- 1794, 15. September, Emanuel Merck, † 14. Februar 1855 in Darmstadt, Pharmazeut und Gründer der Firma Merck
- 1795, Johann Adam Fuchs, † 1883, Kommunalpolitiker und Bürgermeister
- 1796, 16. Juni, Christian Zöppritz, † 15. Juni 1879 in Cannstatt, Fabrikant und Landtagsabgeordneter
- 1796, 19. November, Wilhelm Mangold, † 23. Mai 1875 in Darmstadt, Geiger, Komponist und Hofkapellmeister
- 1797, 13. März, Friedrich Wilhelm Schulz, † 9. Januar 1860 in Zürich, radikal-demokratischer Publizist und Paulskirchenabgeordneter
- 1797, 9. April im Bessunger Forsthaus, Carl Justus Heyer, † 24. August 1856 in Gießen, Forstwissenschaftler
- 1797, 10. Mai, Ernst Sartorius, † 1. Juni 1859 in Königsberg, evangelischer Theologe und Generalsuperintendent
- 1798, 12. März, Christian Conrad Frey (1798–1870), hessischer Generalleutnant
- 1798, 13. Juni, Johann Christian Felix Bähr, † 29. November 1872 in Heidelberg, Altphilologe
- 1798, 29. April, Christian von Bechtold, † 1. Februar 1880 in Darmstadt, Hessen-darmstädtischer Generalstabschef
- 1799, 12. Juli, Friedrich Eduard Schulz, † ermordet Ende 1829 nahe Başkale, Philosoph und Orientalist
- 1800, 24. Februar, Friedrich Maximilian Hessemer, † 1. Dezember 1860 in Frankfurt am Main, Architekt und Schriftsteller
- 1800, 27. Mai, Friedrich Wilhelm Keim, † 11. Dezember 1888 in Darmstadt, kurhessischer Generalleutnant
- 1800, 17. November, Louis Schlösser, † 17. November 1886 in Darmstadt, Violinist, Komponist und Dirigent
- 1800, 17. November, Friedrich Winter, † 17. März 1852 in Darmstadt, Mitglied der Landstände des Großherzogtums Hessen

### 1801 bis 1850

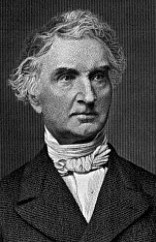
Justus von Liebig, Chemiker

- 1801, 23. Januar, Friedrich Lichtenberg, † 1. Januar 1871 in Lichtental, Jurist und Politiker
- 1801, 29. Mai, Johann Franz Brentano, † 27. April 1841 in Frankfurt am Main, Porträtmaler
- 1801, 4. November, Jacob Ludwig Theodor Reh, † 31. März 1868 in Darmstadt, Politiker
- 1802, 27. März, August Strecker, † 9. September 1865 in Darmstadt, hessischer Richter und Landtagspräsident
- 1802, 3. August, Caroline Düringer, geborene Lange, verwitwete Brauer, † 26. Juni 1853, Opernsängerin
- 1802, 13. November, Christoph Hoffmann, † 1. Juni 1859 in Darmstadt, Landrat im Großherzogtum Hessen
- 1802, 26. November, Carl Volhard, † 5. Mai 1887 in Darmstadt, Politiker
- 1802, 22. Dezember, Wilhelm Reuling, † 29. April 1877, Komponist und Dirigent
- 1803, 20. April, Johann Jakob Kaup, † 4. Juli 1873 in Darmstadt, Paläontologe und Zoologe
- 1803, 7. Mai, August Lucas, † 28. September 1863 in Darmstadt, Grafiker und Landschaftsmaler der Romantik
- 1803, 12. Mai, Justus Freiherr von Liebig, † 18. April 1873 in München, Chemiker
- 1803, 17. Mai, August Nodnagel, † 29. Januar 1853 in Darmstadt, Gymnasiallehrer und Schriftsteller.
- 1803, 2. Oktober, Johann Küchler, † 5. August 1873, Kreisrat
- 1804, November, Georg Wilhelm August Sell, † 25. März 1848 in Darmstadt, Rechtswissenschaftler
- 1804, 14. Dezember, Leopold von Werner, † 2. Februar 1891 in Bensheim, kurhessischer Kammerherr und Oberst-Zeremonienmeister
- 1805, 20. Mai, Georg Gottfried Gervinus, † 18. März 1871 in Heidelberg, Historiker und Politiker
- 1806, 9. Juni, Ludwig III., † 13. Juni 1877 in Seeheim, Großherzog von Hessen 1848–77
- 1807, 27. März, Georg Breidert, † 11. August 1876 in Darmstadt, hessischer Beamter, Richter und konservativer Politiker
- 1807, 7. September, Louise Dittmar, † 11. Juli 1884 in Bessungen, radikale Frauenrechtlerin und Religionskritikerin
- 1808, 22. März, Ludwig Lange, † 31. März 1868 in München, Architekt, Architektur- und Landschaftszeichner
- 1808, 26. April, August Müller, † 26. November 1867 in Darmstadt, Kontrabassist
- 1808, 20. Juni, Carl von Senden, † 8. März 1879 in Potsdam, preußischer Beamter, Regierungspräsident des Bezirks Köslin
- 1809, 23. April, Karl Wilhelm Ludwig von Hessen, † 20. März 1877 in Darmstadt, Prinz von Hessen-Darmstadt und Bruder des Regenten Ludwig III. (Hessen-Darmstadt)
- 1809, 8. September, Johann Jakob Mendel, † 22. Dezember 1881 in Bern, Musiker, Organist, Komponist[1][2]
- 1810, 13. Mai, Christian Boßler, † 29. Dezember 1877 in Darmstadt, Altphilologe
- 1810, 20. Juli, Karl Sell, †  23. Juli 1879 in Bonn, Rechtswissenschaftler
- 1812, 6. Januar, Gustav Georg Lange, † 4. August 1873 in Darmstadt, Buchhändler, Drucker, Verleger und Zeichner
- 1812, 26. April, Karl Adam Zöppritz, † 5. Oktober 1900 in Mergelstetten, Fabrikant und Landtagsabgeordneter
- 1812, 25. Dezember, Philipp Alexander Ferdinand Walther, † 26. Mai 1887 in Darmstadt, Historiker und Bibliothekar
- 1813, 8. Oktober, Carl Amand Mangold, † 4. August 1889 in Oberstdorf, Dirigent und Komponist
- 1815, 7. Januar, Otto Hofmann, † 25. Januar 1883 in Darmstadt, Jurist und Politiker, Abgeordneter der 2. Kammer der Landstände des Großherzogtums Hessen
- 1815, 13. Januar, Ernst Elias Niebergall, † 19. April 1843 in Darmstadt, Schriftsteller
- 1815, 15. März, Philipp Diehl, † 12. April 1887 in Darmstadt, Buchhändler und Politiker, Abgeordneter der 2. Kammer der Landstände des Großherzogtums Hessen
- 1815, 18. Juni, Ludwig von der Tann-Rathsamhausen, † 26. April 1881 in Meran, bayerischer General der Infanterie
- 1815, 24. Juni, Georg Karl Neuner, † 29. August 1882 in Kiel, Jurist
- 1815, 15. September, Louise von Gall, † 16. März 1855 in Sassenberg, Schriftstellerin
- 1815, 15. Dezember, Emil Höfer, † 25. August 1880 in Darmstadt, Graveur, Stahlstecher
- 1816, 9. August, Ferdinand Bender, † 27. Mai 1902 in Darmstadt, evangelischer Theologe und Hofprediger
- 1817, 17. August, Julius Lange, † 25. Juni 1878 in München, Maler der Düsseldorfer Schule
- 1818, 25. Juli, Robert Franz Freiherr von Lehmann, † 28. August 1878 in Darmstadt, hessischer Oberförster und Abgeordneter der 2. Kammer der Landstände des Großherzogtums Hessen
- 1818, 29. Oktober, Karl Müller, † 15. August 1893 in Bad Neuenahr, Maler der Düsseldorfer Schule
- 1819, 30. Januar, Heinrich Stüber, † 3. September 1887 in Heppenheim, Jurist und Politiker
- 1819, 6. September, Carl Ferdinand Pohl, † 28. April 1887 in Wien, deutsch-österreichischer Musikhistoriker, Archivar und Komponist
- 1819,  4. November, Carl Johann Hoffmann, † 27. Mai 1874 in Darmstadt, Jurist, Landtags- und Reichstagsabgeordneter
- 1820, 29. Januar, Rudolf Hofmann, † 28. Oktober 1882 in Darmstadt, Genre-, Porträt- und Historienmaler
- 1820, 5. Juli, Wilhelm Ritter von Hamm, † 8. November 1880 in Wien, Agrarwissenschaftler, Unternehmer und Politiker
- 1821, 27. Januar, August Becker, † 19. Dezember 1887 in Düsseldorf, Landschaftsmaler
- 1821, 12. Juni, Luise Büchner, † 28. November 1877 in Darmstadt, Schriftstellerin
- 1821, 12. Oktober, August von Hahn, † 23. September 1886, Großherzoglicher Oberrechnungskammerpräsident
- 1821, 8, Dezember, Carl Friedrich Julius Leske, † 12. Oktober 1886 in Darmstadt, Verleger und Buchhändler
- 1822, 6. Juni, Christian Horst, † 3. Mai 1888 in Darmstadt, Architekt und Baumeister
- 1822, 11. Juli, Friedrich Joseph Gräff, † 1. Oktober 1894 in Darmstadt, Kreisrat der Kreise Grünberg und Heppenheim im Großherzogtum Hessen
- 1822, 1. November Arnold von Biegeleben, † 3. Dezember 1892 in Darmstadt, hessischer Diplomat und Politiker und ehemaliger Abgeordneter der 2. Kammer der Landstände des Großherzogtums Hessen
- 1823, 19. Januar, Paul Weber, † 12. Oktober 1916 in München, Maler des Naturalismus
- 1823, 14. September, Georg Sandhaas, † 2. April 1865 in Graz, Rechtswissenschaftler, Rechtshistoriker und Hochschullehrer
- 1823, 19. November, Gustav Schleicher, † 10. Januar 1879 in Washington, D.C., USA, deutsch-amerikanischer Ingenieur, Unternehmer, Rechtsanwalt und Politiker
- 1823, 6. Dezember, Carl Merck, † 1. März 1885 in Darmstadt, Drogist und Unternehmer
- 1823, 6. Dezember, Carl Schweich, † 23. April 1898 in Düsseldorf, Landschaftsmaler
- 1824, 19. März, Heinrich Ferdinand Hofmann, † 23. Juni 1911 in Dresden, Maler und Illustrator
- 1824, 29. März, Ludwig Büchner, † 1. Mai 1899 in Darmstadt, Arzt und Schriftsteller
- 1824, 12. Mai, Heinrich Blumenthal, gest. 27. März 1901 in Darmstadt, Maschinenbaufabrikant und Bauunternehmer
- 1824, 30. Mai, Gustav Simon, † 21. August 1876 in Heidelberg, Chirurg und Autor von Medizinbüchern
- 1825, 19. Januar, Friedrich Bopp, † 12. November 1849 in Rastatt, Chemiker,  Revolutionär
- 1825, 20. Januar, Georg Franz Merck, † 18. März 1873, Chemiker und Unternehmer
- 1825, 17. September, Georg von Wedekind, † 1. Oktober 1899 in Darmstadt, Politiker, Landtags- und Reichstagsabgeordneter
- 1825, 19. Dezember, Julius Rinck Freiherr von Starck, † 16. September 1910 in Darmstadt, Politiker, Präsident des hessischen Gesamtministeriums
- 1826, Karl Philipp Schmitt, † 15. November 1909 in Darmstadt, Musiker und Gründer der Akademie für Tonkunst in Darmstadt
- 1826, 9. Mai, Georg Ludwig, † 3. Mai 1910 in Heppenheim, Psychiater
- 1826, 7. Dezember, Christian Wiener, † 31. Juli 1896 in Karlsruhe, Mathematiker, Physiker und Philosoph, Hochschullehrer
- 1826, 23. Dezember, Ludwig Hallwachs, † 9. Januar 1903 in Darmstadt, Richter, Politiker
- 1826, 25. Dezember, Johann Heinrich Keller, † 27. November 1890 in Darmstadt, Kaufmann und Politiker und Abgeordneter der 2. Kammer der Landstände des Großherzogtums Hessen
- 1827, 26. April, Ernst Hoffmann, † 15. Dezember 1877 in Basel, Anatom
- 1827, 5. September, Bernhard Jaup, † 13. Februar 1895 in Darmstadt, hessischer Kreisrat und Ministerialbeamter
- 1829,  31. Januar, August Weber, † 11. Oktober 1900 in Darmstadt, Jurist, Finanzminister in der Regierung des Großherzogtums Hessen
- 1829, 7. September, Friedrich August Kekulé von Stradonitz, † 13. Juli 1896 in Bonn, Chemiker
- 1829, 10. Oktober, Ignatz Metz, † 19. April 1909 in Darmstadt, Jurist, Politiker, Landtagsabgeordneter
- 1829, 17 Dezember, Ferdinand Sander, † 20. Juni 1909 in Darmstadt, Bankier und Hofrat
- 1830, 6. Januar, Alfred Hegar, † 5. August 1914 auf seinem Landgut bei Freiburg im Breisgau, Arzt und Gynäkologe
- 1830, 30. September, Wilhelm von Wedekind, † 23. April 1914 in Darmstadt, Politiker, Landtagsabgeordneter
- 1832, Philip Deidesheimer, † 21. Juli 1916 in San Francisco, Bergbauingenieur und Erfinder
- 1832, 17. März, Friedrich Meyer, † 5. Juni 1891 in Neuendettelsau, Pfarrer und Rektor der Diakonissenanstalt Neuendettelsau
- 1832, 21. Oktober, August Schäffer von Bernstein, † 25. November 1889 in Heppenheim/Bergstraße, hessischer Offizier, Kammerherr und Hofstallmeister
- 1833, 11. Oktober, Wilhelm Merck, † 12. Januar 1899 in Darmstadt, Chemiker und Unternehmer
- 1834, Hermann Heid, † 21. März 1891 in Wien, Chemiker, Fotograf und Fabrikant
- 1834, 4. Juni, Jacob Volhard, † 14. Januar 1910 in Halle (Saale), Chemiker, Biograph, Stifter des Gießener Wingolf
- 1834, 30. September, Carl Schorlemmer, † 27. Juni 1892 in Manchester, Chemiker
- 1835, 11. März, Heinrich Bopp, † 7. August 1876 in Darmstadt, Bankier
- 1835, 2. April Ludwig Jung, † 12. September 1906 in Feldafing, Feuerwehrfunktionär
- 1836, 1. April, Gustav Krug von Nidda, † 29. Januar 1918 in Darmstadt, Verwaltungsjurist und Ministerialbeamter, großherzoglich hessischer Staatsrat
- 1837, 2. März, Karl Raupp, † 14. Juni 1918 in München, Maler
- 1837, 5. September, Friedrich Beck, † 9. Juni 1910 in Darmstadt, Generalmajor und Militärhistoriker
- 1837, 12. September im Ortsteil Bessungen, Ludwig IV., † 13. März 1892 in Darmstadt, Großherzog von Hessen 1877–92
- 1838, 8. September, Carl Weyprecht, † 29. März 1881 in Michelstadt, Geophysiker, Arktisforscher und Marineoffizier
- 1838, 28. September, Heinrich Merté, † 28. November 1917 in München, Maler und Illustrator
- 1838, 10. Dezember, Ludwig August Boßler, † 21. März 1913 in Auerbach, Philologe, Gymnasiallehrer und Botaniker
- 1839, 7. Januar, Theodor Schäffer, † 25. Juni 1914 in Darmstadt, Bauingenieur und Hochschullehrer
- 1839, 26. Oktober, Wilhelm Haas, † 8. Februar 1913 in Darmstadt, Politiker und Sozialreformer
- 1840, 25. Februar, Heinrich Deuchert, † 6. Mai 1923 in Allmannshausen/Starnberger See, Maler
- 1840, 28. Februar, Sir William Schlich, † 28. September 1925 in Oxford, Forstwissenschaftler in Oxford
- 1841, 20. Februar, Jacob Reichard, † 4. November 1913 in Charlottenburg, Fotograf und Unternehmer
- 1841, 2. November, Erwin Löw von und zu Steinfurth, † 17. Oktober 1914 in Darmstadt, hessischer Kammerherr, Landrat und Mitglied des Deutschen Reichstags
- 1841, 9. November, Otto Wolfskehl, † 17. August 1907 in Darmstadt, Bankier und Politiker im Großherzogtum Hessen
- 1842, 16. Januar, Otto Sartorius, † 24. Januar 1911 in Mußbach, Weinbauunternehmer und Mitglied des Deutschen Reichstags
- 1842, 26. März, Louise Jaide, † 2. Januar 1914 in Darmstadt, Kammersängerin
- 1842, 20. September, Alexander von Brill, † 18. Juni 1935 in Tübingen, Mathematiker
- 1842, 9. Oktober, Georg Weber, † 1. August 1899 in Luzern, Theaterschauspieler und Opernsänger
- 1842, 31. Oktober, Fritz Schmidt, † 5. März 1898 in Dresden, Theaterschauspieler
- 1842, 1. Dezember, Wilhelm Zeller, † 29. August 1897 in Darmstadt, Schriftsteller und Jurist
- 1843, 31. August, Georg von Hertling, † 4. Januar 1919 in Ruhpolding/Oberbayern, Kanzler des Deutschen Reichs (1917–18)
- 1844, 28. März, Jean Keller, † 22. November 1921 in Augsburg, Architekt
- 1844, 21. Juni, Karl Frey, † 26. Juni 1928, Geheimer Baurat und Eisenbahndirektor
- 1845, 4. September, Louis Ewald, † 18. Mai 1919, Oberfinanzrat und Präsident der Oberrechnungskammer
- 1846, 27. Februar, Simon Bamberger, † 6. Oktober 1926 in Salt Lake City (Utah, USA), Unternehmer, Politiker und Gouverneur von Utah 1917–21
- 1846, 8. März, Anna Magdalena Appel, Freifrau von Hochstädten, † 19. Dezember 1917 in Wiesbaden, Balletttänzerin und zweite Ehefrau von Großherzog Ludwig III.
- 1846, 20. Mai, Wilhelm von Menges, † 2. März 1916 in Dünaburg, Generalleutnant und Divisionskommandeur
- 1846, 27. Juli, Ernst Becker, † 29. Dezember 1923, preußischer Generalmajor
- 1846, 25. Oktober, Friedrich von Scholl, † 2. Oktober 1928, preußischer Generaloberst
- 1848, 14. Januar, Rudolph Messel, † 18. April 1920, deutsch-britischer Chemieindustrieller
- 1848, 23. Februar, Auguste von Müller, gestorben am 2. April 1912 in Darmstadt, Opernsängerin
- 1849, 25. Februar, Heinrich Müller, † 30. Oktober 1906 in Darmstadt, Bauunternehmer, Architekt, Politiker und Abgeordneter
- 1849, 6. Juni, August Metz, † 17. Juni 1920 in Fulda, Landtagspräsident der Landstände des Großherzogtums Hessen
- 1849, 11. September, Karl von Lyncker, † 26. Dezember 1923 in Darmstadt, preußischer Generalmajor
- 1849, 4. November, Justus Gaule, † 25. Juni 1939 in Zürich, Physiologe und Hochschullehrer
- 1850, 27. Januar, Ludwig Konrad Albert Koch, † 18. Mai 1938 in Heidelberg, Botaniker und Hochschullehrer

### 1851 bis 1900

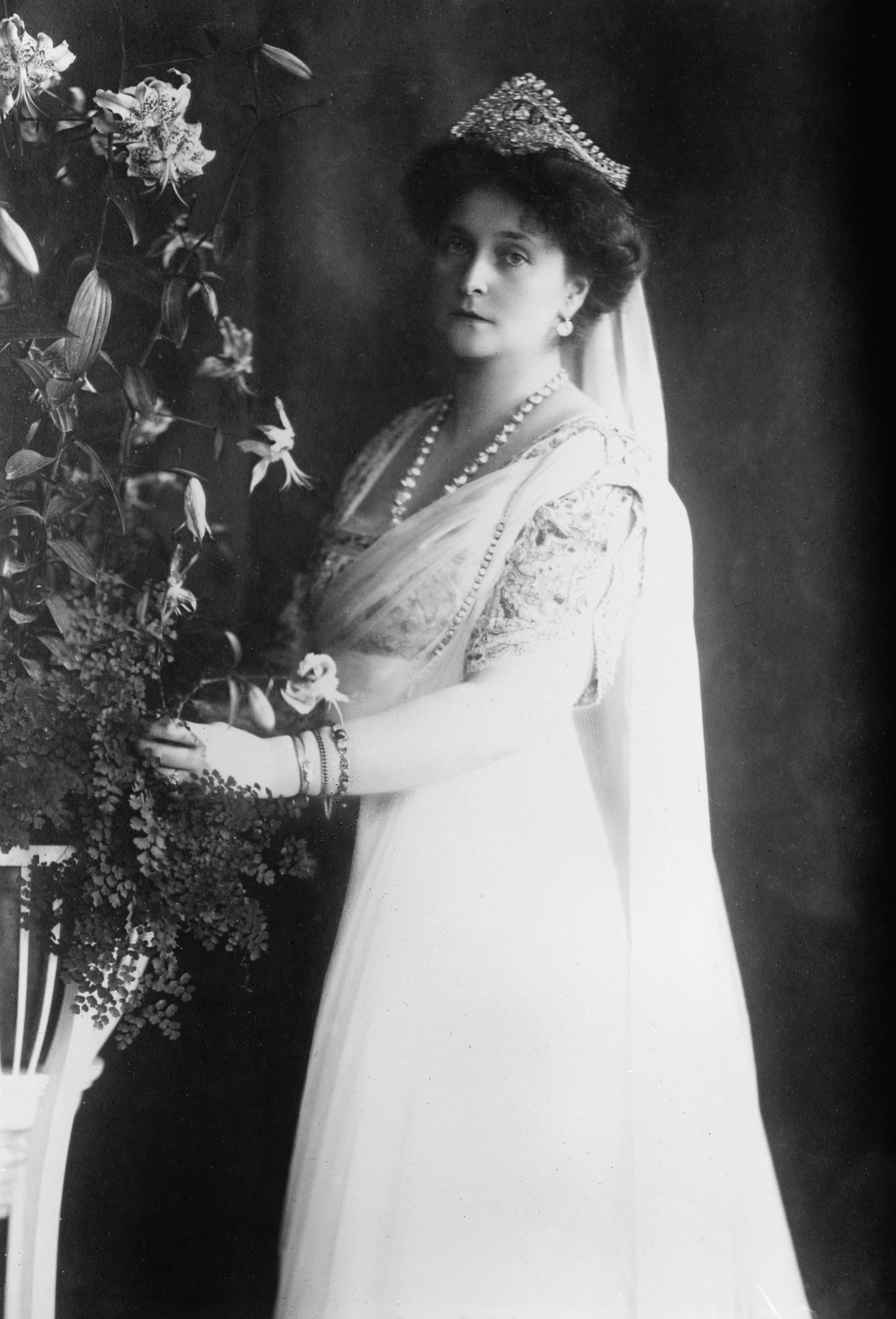
Alice von Hessen-Darmstadt, als Alexandra Fjodorowna letzte Zarin von Russland

- 1851, 26. Juni, Gottfried Schwab, † 2. März 1903 in Neu-Wittelsbach bei München, Dichter, Schriftsteller
- 1851, 18. September, Karl von Wachter, † 11. Juli 1908 in Darmstadt, preußischer Generalleutnant
- 1851, 4. Dezember, Balthasar Cramer, † 23. Oktober 1923 in Darmstadt, Politiker, Mitglied des Reichstags
- 1852, 15. Februar, Adele Reuter-Eichberg, † 4. Oktober 1928 in Berlin, Schauspielerin
- 1852, 10. März, Richard Anschütz, † 8. Januar 1937 in Darmstadt, Chemiker
- 1852, 22. April, Auguste Staudinger, † 16. November 1944 in Darmstadt, deutsche Frauenrechtlerin
- 1852, 30. Juli, Ludwig Hoffmann, † 11. November 1932 in Berlin, Architekt und Stadtbaurat in Berlin
- 1852, 2. September, Heinrich Überbruck von Rodenstein, † 18. Oktober 1904 in Freiburg im Breisgau, Gutsbesitzer und kurhessischer Kammerherr
- 1852, 4. Oktober, Bernhard Mangold, † 6. März 1924 in Darmstadt, Gymnasiallehrer und Altphilologe
- 1853, 26. Januar, Anna von Krane, † 3. Januar 1937 in Düsseldorf, Schriftstellerin
- 1853, 22. Juli, Alfred Messel, † 24. März 1909 in Berlin, Architekt
- 1853, 11. September, Alexander Menges, † 23. Dezember 1911 in Heiligenberg (Bodenseekreis), Jurist und Privatsekretär des bulgarischen Fürsten Alexander I.
- 1853, 13. Dezember, Heinrich Kleyer, † 9. Mai 1932 in Frankfurt am Main, Ingenieur und Fabrikant, Gründer der Adlerwerke in Frankfurt
- 1854, 7. August, Hermione von Preuschen, † 12. Dezember 1918 in Berlin-Lichtenrade, Malerin und Dichterin
- 1854, 8. November, Louis Merck, † 15. September 1913 in Darmstadt, Chemiker und Unternehmer
- 1855, 30. Juli, Emanuel August Merck, † 26. Februar 1923 in Darmstadt, Chemiker, Pharmazeut und Unternehmer
- 1855, 8. Oktober Georg Best, † 29. November 1946 in Hirschhorn am Neckar, Jurist und Politiker (DNVP, VRP), Reichstagsabgeordneter.
- 1855, 9. November Adolf Zoeppritz, † 5. November 1939 in Garmisch-Partenkirchen, Ingenieur, Erbauer des Kreuzeckhauses, als Adolf Zoeppritz-Haus nach ihm benannt
- 1855, 9. Dezember, Otto von Brentano di Tremezzo, † 22. Juli 1927 in Darmstadt, deutscher Politiker (Deutsche Zentrumspartei)
- 1856, 1. Juli, Karl Hoffacker, † 26. Mai 1919 in Karlsruhe, Architekt, Bildhauer und Fachschullehrer
- 1857, 24. Dezember, August Schleiermacher, † 30. Januar 1953 in Tübingen, Physiker und Hochschullehrer
- 1857, 27. Dezember, Adolf Schmidt, † 27. Oktober 1935 in Darmstadt, Bibliothekar, Bibliotheksdirektor und Einbandforscher
- 1858, 18. August, Carl Heim,  † 27. November 1924 in Jugenheim an der Bergstraße, Elektroingenieur und Hochschullehrer, Rektor der Technischen Hochschule Hannover
- 1858, 27. November, Fritz Brehm, † 25. Januar 1920 in Reichenhall, Sänger, Schauspieler, Dramaturg und Theaterregisseur
- 1858, 26. Dezember, Friedrich Caliga-Reh, † 28. September 1904 in Dessau, Opernsänger
- 1859, 13. April, Fritz Freund, † 19. Oktober 1936 in Miesbach (Oberbayern), Maler
- 1859, 9. Juli, Wilhelm Hallwachs, † 20. Juni 1922 in Dresden, Physiker (Hallwachs-Effekt)
- 1859, 9. September, August Karl Weber, 24. Mai 1940 in Darmstadt, Jurist, Ministerialbeamter und Präsident des Verwaltungsgerichtshofs Darmstadt
- 1859, 16. September, Karl Haubach, † 13. September 1937 in Wiesbaden, Architekt und Baubeamter
- 1859, 22. Oktober, Karl Muck, † 4. März 1940 in Stuttgart, Dirigent
- 1859, 12. Dezember, Heinz Heim, † 12. Juli 1895 in Darmstadt, Genremaler und Zeichner
- 1859, 16. Dezember, Friedrich Dingeldey, † 24. September 1939 in Darmstadt, Mathematiker
- 1860, 3. März, Heinrich Reh, † 22. September 1946 in Bad Nauheim, Justizrat und Politiker, Abgeordneter des Hessischen Landtags
- 1860, 20. Juni, Philipp Franz Wambolt von Umstadt, † 8. Juli 1924 in Heidelberg, Gutsbesitzer und Abgeordneter des Hessischen Landtags
- 1860, 27. Juni, Willy Merck, † 15. Dezember 1932 in Darmstadt, Chemiker und Unternehmer
- 1860, 11. August, Ludwig Heck, † 17. Juli 1951 in München, Biologe und Zoodirektor in Berlin
- 1860, 20. Oktober, Adele Krèn, † 22. März 1882 in Meran, Sängerin und Schauspielerin
- 1861, 6. April, Friedrich von Hahn, † 7. Mai 1952 in Nieder-Ramstadt, Jurist, Kreisdirektor im Großherzogtum und im Volksstaat Hessen
- 1861, 17. August, Ludwig von Hofmann, † 23. August 1945 in Dresden, Maler und Grafiker
- 1861, 24. August, Theodor Fuchs, † 23. September 1933 in Jena, Verwaltungsjurist und Politiker, Oberbürgermeister von Jena
- 1862, 31. März, Frank Lewis Worthington Simon, † 19. Mai 1933 in Mentone, Kalifornien, Architekt
- 1862, 8. Juni, Georg Wilhelm Friedrich Büchner, † 11./12. September 1944 in Darmstadt, hessischer Industrieller (Firma Carl Schenck AG) und Politiker (DDP); Abgeordneter des Landtags des Volksstaates Hessen in der Weimarer Republik
- 1862, 29. September, Karl von Preuschen, † 23. April 1925 in Kassel, preußischer Generalleutnant
- 1862, 27, Oktober, Arthur Osann, † 23. Oktober 1924 in Darmstadt,  Politiker und Reichstagsabgeordneter
- 1863, 4. April, Victor von Lepel, † 19. Mai 1918 in Molodetschno, preußischer Generalmajor
- 1863, 6. April, Heinrich von Hofmann, † 17. Juli 1921 in Bad Nauheim, Generalleutnant sowie Freikorpsführer
- 1863, 14. Mai, Eric John Eagles Swayne, † 9. September 1929, britischer General und Kolonialgouverneur
- 1864, 5. Juni, Eduard Kreuter, † 15. September 1929 in Wiesbaden, preußischer Generalmajor und Träger des Pour-le-Mérite-Ordens
- 1864, 9. Januar, Edmund Fischer, † 11. Juni 1925 in Dresden, Holzbildhauer, Redakteur und Mitglied des Deutschen Reichstags (SPD)
- 1865, 17. Juli, Bernhard Dernburg, † 14. Oktober 1937 in Berlin, Vizekanzler der Weimarer Republik (1919)
- 1866, 6. November, Karl Glässing, † 22. Januar 1852 in Wiesbaden, Politiker, Mitglied des Preußischen Herrenhauses, Oberbürgermeister von Wiesbaden
- 1867, 8. August, Eduard Göbel, † 10. Dezember 1945 in Goddelau, Theaterschauspieler und Opernsänger (Tenor) sowie Gesangspädagoge
- 1867, 12. August, Maximilian von Preuschen, † 3. Juli 1932, preußischer Generalmajor
- 1867, 15. August, George Merck, † 21. Oktober 1926 in New Jersey, deutsch-US-amerikanischer Unternehmer, Gründer von Merck & Co.
- 1867, 14. Oktober, Fritz Quilling, † Januar 1927, Archäologe
- 1868, 3. März, Ludwig Freiherr von Stein zu Lausnitz, † 7. Oktober 1934 in Hamburg, deutscher Offizier und Forschungsreisender in Kamerun
- 1868, 23. November, Heinrich Zernin, † 17. November 1951 in Darmstadt, Maler und Grafiker
- 1868, 25. November, Großherzog Ernst Ludwig, † 9. Oktober 1937 in Schloss Wolfsgarten bei Langen (Hessen), von 1892 bis 1918 Großherzog von Hessen und bei Rhein
- 1868, 28. November, Friedrich Schäffer von Bernstein, † 24. Februar 195†16. Juli 1918 in Jekaterinburg, verheiratet mit dem Zaren Nikolaus II. und als Alexandra Fjodorowna Zarin von Russland
- 1872, 6. September, Konrad Haury, † 5. Februar 1931 in Darmstadt, Stadtverordneter in Darmstadt und Landtagsabgeordneter
- 1874, 2. November, Wilhelm Jost, † 6. Juni 1944 in Lohdorf bei Hohensalza, Architekt und Baubeamter
- 1874, 13. November, August Hemmerde, † 28. September 1946 in Bad König, Jurist und Kreisdirektor
- 1875, Robert Schneider, † 1945 in Darmstadt, Schriftsteller und Dichter
- 1875, 19. Oktober, Theodor Duesterberg, † 4. November 1950 in Hameln, Spitzenfunktionär und langjähriger Vorsitzender des deutschnationalen paramilitärischen Stahlhelmbundes
- 1876,  24. August, Ludwig Mayr, † 10. April 1948 in Ballenstedt, Theaterschauspieler und -regisseur
- 1877, 28. Juni, Karl Hofferbert, † 21. Juli 1942 in Eisenach, Architekt, Stadtplaner und Stadtbaumeister
- 1877, 19. Oktober, Otto Eger, † 11. April 1949 in Gießen, Rechtswissenschaftler und Hochschullehrer
- 1878, 5. April, Ludwig Leichtweiß, † 11. Juli 1958 in Braunschweig, Pionier der Wasserbauforschung
- 1878, 23. April, Frieda Blanca von Joeden, † 1955 in Frankfurt am Main, Künstlerin
- 1879, 29. Juli, Gustav Heß, † 11. Mai 1957 in Karlsfeld, Beigeordneter in Wiesbaden
- 1880, 20. Juni, Friedrich Gundolf, † 12. Juli 1931 in Heidelberg, Literaturhistoriker
- 1880, 31. Juli, Otto Kleinschmidt, † 5. Juni 1948, Chirurg
- 1880, 13. August, Friedrich Kranich, † 28. August 1964 in Hannover, Bühnentechniker und Theaterwissenschaftler
- 1881, 21. November, Karl Grein, † 27. Juli 1957 in Darmstadt, ev. Theologe
- 1882, 7. Januar, Karl Meisel, † 27. März 1945 in Jugenheim. Jurist und Landrat
- 1882, 17. Juni, Karl Pistor, † 9. April 1941 in Traunstein,  Konsularbeamter und Gesandter
- 1882, 21. Oktober, Ludwig Homberger, † 22. November 1954 in Arlington, Jurist, Direktor und Finanzvorstand der Deutschen Reichsbahn-Gesellschaft
- 1883, 24. Juli, Wilhelm Georg Weber, † 12. Oktober 1952 in Münster, Jurist und Politiker, Regierungsdirektor
- 1885, 14. Januar, Heinrich Blase, † 1960, Jurist und Manager
- 1886, 2. Januar, Carl-Heinrich von Stülpnagel, † 30. August 1944 in Berlin-Plötzensee (hingerichtet), Militärbefehlshaber, Mitglied des Widerstandskreises um Ludwig Beck
- 1886, 31. Januar, Karl Merck, † 31. Dezember 1968 in Darmstadt, Industrieller
- 1887, 20. Januar, Werner Buddecke, † 5. April 1967, Bibliothekar
- 1887, 30. Januar, Konrad von der Schmitt, † 15. September 1951 in Langen, Politiker (KPD), Abgeordneter des Hessischen Landtags
- 1887, 19. Februar, Hermann Kalbfuß, † 5. April 1918 in Puisieux (Pas-de-Calais), Historiker und Zeichner
- 1887, 21. Juli, Ernst Henneberg, † 8. Oktober 1946 in Ulm, Heeressanitätsoffizier
- 1887, 7. April, Carl Krauch, † 3. Februar 1968 in Bühl, Chemiker, Großindustrieller, Funktionär des NS-Regimes und verurteilter Kriegsverbrecher
- 1887, 9. April, Wilhelm Vollrath († 26. Januar 1968 ebenda), evangelischer Theologe und Religionsphilosoph
- 1888, 11. April, Karl Thylmann, † 29. August 1916 in Groß-Auheim, Künstler, Graphiker, Schriftsteller
- 1888, 23. Dezember, Christa Winsloe, † 10. Juni 1944 bei Cluny, Frankreich, deutsche Schriftstellerin
- 1889, 4. Juni, Beno Gutenberg, † 25. Januar 1960 in Pasadena/USA, Seismologe und Hochschullehrer
- 1889, 14. Juni, Friedrich Stahl, † 19. Dezember 1979, Offizier, Generalleutnant
- 1890, 13. August, Wilhelm Groh, † 15. Januar 1964 in Karlsruhe, Rechtswissenschaftler, Rektor der Universität Heidelberg
- 1890, 5. Oktober, Kasimir Edschmid, † 31. August 1966 in Vulpera (Schweiz), Schriftsteller
- 1890, 26. Oktober, Maximilian Sell, † 7. August 1946 ebenda, Landrat
- 1890, 14. November, Elisabeth Wolff-Merck, † 18. Februar 1970 in München, Übersetzerin
- 1891, 6. März, Meta Deutsch, † 16. April 1989 in Darmstadt, Grafikerin und Plexiglasradiererin
- 1891, 21. August, Friedrich Karl von Wachter, † 14. Oktober 1975, Generalleutnant
- 1892, 11. Oktober, Gretel Norkauer, † 1972 in München, Architektin
- 1893, 9. Mai, Wilhelm Merck, † 14. August 1952 in Darmstadt, Chemiker und Unternehmer
- 1893, 22. August, Hans Gutermuth, † 16. Februar 1917 in Gommecourt/Hébuterne (Frankreich), Segelflugpionier und Jagdflieger im Ersten Weltkrieg
- 1894, 20. Februar, Maria von Heider-Schweinitz, † 5. Dezember 1974 in Frankfurt, Malerin
- 1895, Franz von Schmidt, † nach 1960, Schriftsteller
- 1895, 11. März, Prinzessin Elisabeth von Hessen und bei Rhein, † 16. November 1903 in Skierniewice (Russisches Kaiserreich), einziges Kind aus der Ehe von Großherzog Ernst Ludwig und Victoria Melita von Sachsen-Coburg und Gotha
- 1895, 25. April, Elisabeth Paul, † 4. Februar 1991 in London, vor den Nazis aus Deutschland geflüchtete Pädagogin, Gründerin einer privaten Schule in London
- 1895, 16. Juli, Willy Stettner, † 3. November 1961 in Hamburg, Schauspieler und Sänger
- 1895, 29. Juli, Elisabeth Noack, † 20. April 1974, Musikwissenschaftlerin, Musikpädagogin, Kantorin, Herausgeberin, Verlegerin
- 1895, 28. August, Marietta Merck, † 17. November 1992 in München, Malerin und Bildhauerin
- 1895, 13. September, Friedrich Buschtöns, † 14. April 1962 in Berlin, deutscher Theologe und Oberkirchenrat
- 1895, 11. Oktober, Hans Schiebelhuth, † 1946 in Long Island (USA), Lyriker, Essayist und Übersetzer
- 1895, 18. Dezember, Carl Gunschmann, † 26. September 1984 in Darmstadt, Maler und Gründer der „Darmstädter Sezession“ (zusammen mit Kasimir Edschmid)
- 1896, 16. April, Ludwig Büchner, †  6. Dezember 1986 in Darmstadt, Industrieller und Ehrensenator der TH Darmstadt
- 1896, 11. Mai, Lily Hohenstein, † 28. September 1984 in Darmstadt, Schriftstellerin
- 1896, 15. September, Theodor Haubach, † 23. Januar 1945 in Berlin-Plötzensee (hingerichtet), Journalist und Politiker
- 1897, 7. Februar, Richard Hammer, † 3. Oktober 1969 in Darmstadt, Politiker
- 1897, 8. März, Hermann Bach, † 30. März 1966, Jurist und Staatssekretär
- 1897, 4. Mai, Georg Ackermann, † 4. April 1964, Politiker
- 1897, 10. Juli, Karl Plagge, † 19. Juni 1957 in Darmstadt, Wehrmachtsoffizier und NSDAP-Mitglied, rettete rund 250 jüdische Zwangsarbeiter vor dem Holocaust
- 1897, 2. August, Karl Otto Koch, † 5. April 1945 im KZ Buchenwald, SS-Führer und Lagerkommandant verschiedener deutscher Konzentrationslager
- 1897, 16. Dezember, Arthur Tix, † 7. Februar 1971, Industrieller
- 1897, 29. Dezember, Hermann Heiß, † 6. Dezember 1966 in Darmstadt, Komponist
- 1898, 20. Mai, Heinrich Otto Vogel, † 15. September 1994 in Trier, Architekt
- 1898, 15. Juni, Erwin Becker, † 15. November 1978 in Sonthofen, Veterinärmediziner und Hochschullehrer
- 1899, 9. Dezember, Friedrich Carl Lehr, † 27. Januar 1922 in Berlin, Schriftsteller
- 1900, 12. März, Otto Schulz, † 28. März 1974 in Bad Wildungen, Konteradmiral
- 1900, 30. März, Rudolf Sang, † 24. April 1972 in Wilhelmshaven, Schauspieler, Regisseur und Theaterintendant
- 1900, 13. Mai, Karl Wolff, † 17. Juli 1984 in Rosenheim, SS-Obergruppenführer

### 1901 bis 1925

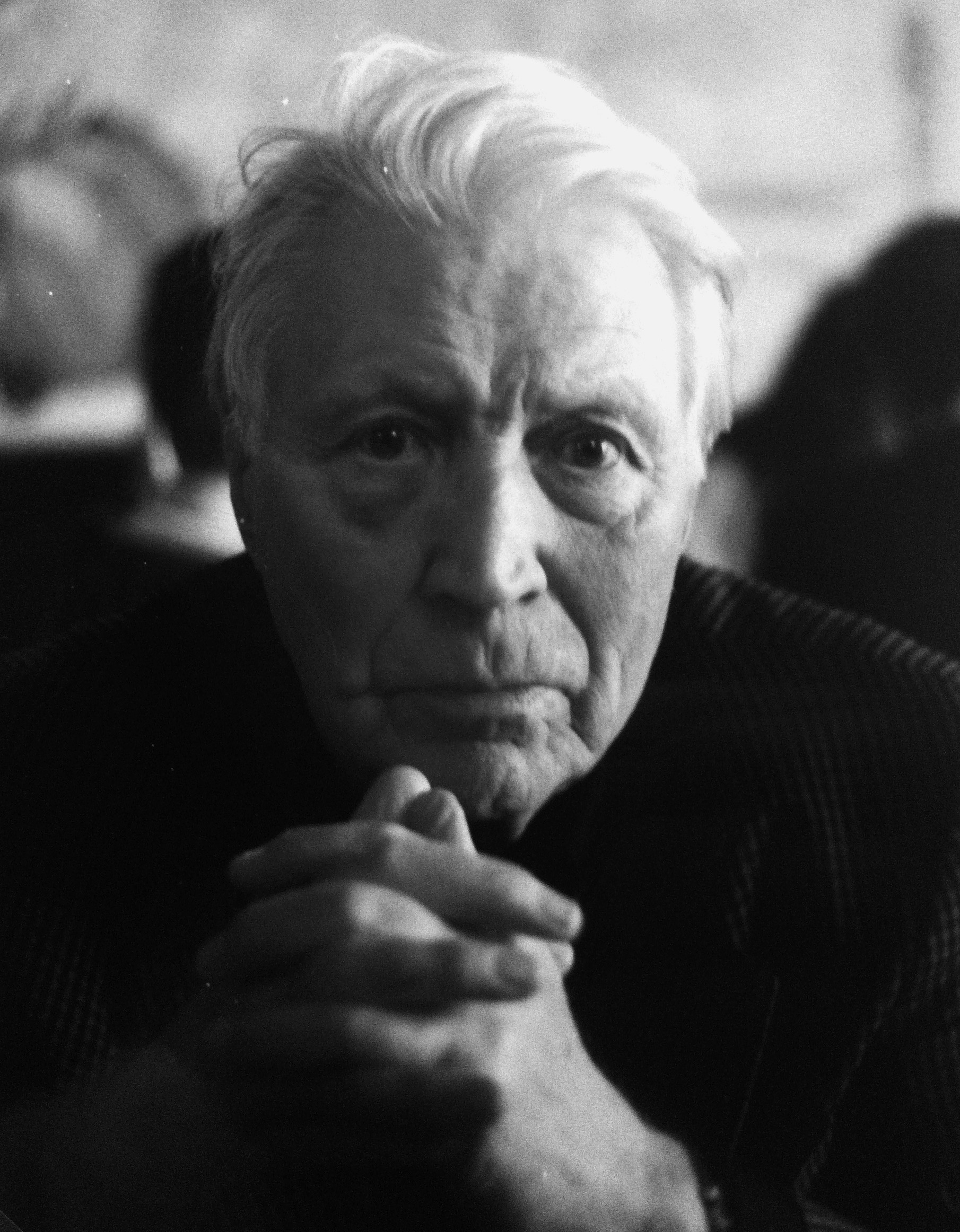
Hans Christian Blech, Schauspieler

- 1901, 17. März, Alexander von Dörnberg, † 7. August 1983 in Oberaula-Hausen, Jurist, Diplomat und SS-Führer
- 1901, 25. April, Wilhelm Hofmann, † 26. Oktober 1985 in Heilbronn, Pädagoge, Wegbereiter der modernen Sonderpädagogik
- 1901, 24. Mai, Arvid Harnack, † 22. Dezember 1942 in Berlin-Plötzensee (hingerichtet), Jurist und kommunistischer Widerstandskämpfer (Rote Kapelle)
- 1902, Hans Müller, † 1968, Ingenieur, Motorenkonstrukteur
- 1902, 17. Januar, Ferdinand Barth, † 11. Dezember 1979 in Lautertal, Maler
- 1902, 20. Februar, Wilhelm Georg Karl Klein, † 25. Dezember 1983 in Darmstadt, Politiker und Abgeordneter
- 1902, 18. März, Ludwig Metzger, † 13. Januar 1993 in Darmstadt, Rechtsanwalt, Politiker und Bundestagsabgeordneter
- 1902, 20. März, Karl Ludwig Lindt, † 17. Oktober 1971 in Freiburg im Breisgau, Theaterregisseur und Schauspieler
- 1903, 20. April, Josef Herrmann † 19. November 1955 in Hildesheim, Kammersänger
- 1903, 6. Juni, Gustav Barthel,  † 26. Januar 1973, Kunsthistoriker
- 1903, 21. Juni, Hermann Engelhard, † 6. Januar 1984 in Darmstadt, Leichtathlet
- 1903, 10. Juli, Werner Best, † 23. Juni 1989 in Mülheim an der Ruhr, Jurist, Polizeichef und Nationalsozialist
- 1903, 24. November, Adam Winter, † 22. November 1978 in Wiesbaden, Bildhauer und Keramiker
- 1904, 15. Januar, Heinz Lindner, † 18. März 1982 in Seeheim-Jugenheim, Fußballspieler, Leichtathlet, Regierungsdirektor und Sportfunktionär
- 1904, 18. Januar, Rudolf Mueller, † 20. März 1997 in Schleching, Jurist und Politiker
- 1904, 28. April, Elisabeth Schumacher, † 22. Dezember 1942 in Berlin-Plötzensee (hingerichtet), Grafikerin und Widerstandskämpferin (Rote Kapelle)
- 1904, 24. Juni, Friedrich Knöpp, † 30. November 1995 in Darmstadt, Historiker und Archivar
- 1904, 17. Dezember, Heinz Rückert, † 14. Februar 1984 in Berlin, Opernregisseur
- 1905, 10. Januar, Ruth Moufang, † 26. November 1977 in Frankfurt am Main, Mathematikerin
- 1905, 15. Mai, Bodo Gelzenleuchter, † nach 1943,  SS-Hauptsturmführer und erster Chef des sogenannten Führerbegleitkommandos
- 1905, 12. Juni, Werner Hennemann, † 1985, Jurist und Politiker, Abgeordneter und Vizepräsident des Landtags von Sachsen-Anhalt
- 1905, 8. September, Alfred Filbert, † 1. August 1990 in Berlin, SS-Obersturmbannführer
- 1906, 20. März, Kurt Heyd, † 30. Juni 1981 in Darmstadt, Journalist und Verbandsfunktionär
- 1906, 7. April, Hans Möser, † 26. November 1948 in Landsberg am Lech, SS-Obersturmführer
- 1907, 2. Mai, Ernst Jachtmann, † 8. Mai 1980 in Unterammergau, Flugpionier
- 1907, 28. Juni, Hans Elias, † 11. April 1985 in San Francisco, vielseitiger Wissenschaftler
- 1907, 21. August, Theodor Popp, † 8. Juni 1991 in Berlin, Hörspielregisseur und Schauspieler
- 1907, 9. Oktober, Hans Wolf Jaeschke, † 18. März 1980 in Bad Godesberg, Diplomat
- 1908, 22. Januar, Gerhardt Preuschen, † 22. März 2004 in Goslar, Agrarwissenschaftler
- 1908, 24. Januar, Friedrich Heyer, † 10. April 2005 in Schleswig, evangelischer Theologe, Pfarrer, Kirchenhistoriker und Hochschullehrer
- 1908, 3. Juni, Ludwig Petry, † 25. November 1991 in Mainz, Historiker
- 1909, 2. April, Jean Kurt Forest, † 2. März 1975 in Berlin, Komponist und Musiker
- 1909, 20. April, Max Krause, † um den 18. Februar 1944 bei Winniza (Ukraine), Arabist und Mathematikhistoriker
- 1911, 2. Mai, Elsbeth Juda, † 5. Juli 2014 in London, Fotografin, Publizistin und Kunstsammlerin
- 1911, 27. Juni, Georg Dascher, † 25. November 1944, Handballspieler
- 1911, 27. September, Walter Löhr, † 4. Oktober 1976 in Darmstadt, Industriedirektor, Politiker, Mitglied des Bundestage und des Europaparlaments
- 1911, 31. Dezember, Frieda Wiegand, † 15. Juni 1998 in Bleckede, Grafikerin
- 1912, 9. Januar, Annemarie Heinrich, † 22. September 2005 in Buenos Aires, deutsch-argentinische Fotografin
- 1912, 11. März, Heinrich Faust, † 3. Juli 1975 in Offenbach am Main, Meteorologe
- 1912, 29. März, Fritz Ollendorff, † 29. März 1977 in Zürich, Opernsänger
- 1912, 6. April, Otto Röhm, † 26. September 2004 in Luzern, Chemiker und Unternehmer
- 1912, 20. Mai, Kurt Heinrich Wolff, † 2003 in Ohio, Soziologe
- 1913, 10. August, Karl August Horst, † 30. Dezember 1973 in Benediktbeuern, Schriftsteller, Übersetzer und Literaturkritiker
- 1914, 11. März, Rudi Schmitt (1914–1984), Schauspieler
- 1915, 7. Februar Georg Lehn, † 20. März 1996 in München, Schauspieler
- 1915, 20. Februar, Hans Christian Blech, † 5. März 1993 in München, Schauspieler (Oberst Redl, Der Zauberberg)
- 1915, 27. Februar, Hans Bambey, † 21. Februar 1997 in Bad Godesberg, General
- 1915, 9. März Hans Hinrichs, † 19. November 2004 in Koblenz, General
- 1915, 3. Juni, Eberhard Naujoks, † 13. November 1996 in Tübingen, Historiker und Hochschullehrer
- 1915, 9. Oktober, Bruno Erdmann, † 14. Januar 2003 in Darmstadt, Maler
- 1915, 2. November, Ernst Flackus, † 10. April 2002 in Würzburg, Klarinettist und Instrumentalpädagoge
- 1916, 25. November, Jürgen Plotz, † 2. August 1990 in Bonn, Gynäkologe und Hochschullehrer
- 1918, 1. Juli, Heinrich Kraft, † 21. März 1998 in Kiel, evangelischer Theologe
- 1919, 3. Mai, Wolfgang Leydhecker, † 10. Juni 1995 in Würzburg, Augenarzt und Universitätsprofessor
- 1920, 29. Januar, Vera Ansbach, † 1. Februar 2020 in Berlin, stellvertretende Direktorin der Deutsche Handelsbank AG der DDR
- 1920, 16. Mai, Gerhard Schmidt, † 6. Juni 2001, Historiker und Archivar
- 1920, 24. September, Wilhelm Loth, † 17. Februar 1993 in Darmstadt, Bildhauer und Hochschullehrer
- 1921, Georg Stern, † 17. Juli 1980 in Frankfurt am Main, Opernsänger
- 1921, 6. Mai, Helga Keller, † 1. März 2013 in Tel Aviv, Filmeditorin und Medienwissenschaftlerin
- 1921, 14. Juni, Hans Stark, † 29. März 1991 in Darmstadt, SS-Untersturmführer
- 1921, 4. September, Herbert Weicker, † 29. Mai 1997 in München, Schauspieler und Synchronsprecher
- 1921, 8. September, Hans Ulrich Engelmann, † 8. Januar 2011 in Darmstadt, Komponist
- 1922, 4. Februar, Bernhard Schlippe, † 30. April 1998 in Lübeck, Architekt und Denkmalpfleger
- 1922, 4. März, Richard von Frankenberg, † 13. November 1973 in Beilstein, Automobilrennfahrer, Journalist und Autor
- 1923, 24. Februar, Klaus Mayer, † 16. Dezember 2022 in Mainz, römisch-katholischer Priester und Ehrenbürger der Stadt Mainz
- 1923, 29. August, Günter Zehner, † 21. Juli 2002 in Berlin, Jurist, Vizepräsident des Bundesverwaltungsgerichts
- 1924, Karl Joachim Weintraub, † 25. März 2004 in Chicago, US-amerikanischer Historiker
- 1924, 19. März, Horst Appuhn, † 13. September 1990, Kunsthistoriker
- 1924, 8. April, Malwine Moeller, † 26. September 2019, Opernsängerin und Schauspielerin
- 1924, 15. Mai, Jan Thesing, † 27. April 2018, Chemiker und Manager
- 1924, 8. November, Walter Schnell, † 12. April 1999 in Darmstadt, Bauingenieur
- 1925, 4. April, Thilo Ramm, † 17. Juni 2018 in Darmstadt, Rechtswissenschaftler und Autor
- 1925, 7. April, Gustav Freiherr von Gemmingen-Hornberg, † 30. Januar 2005, Politiker (FDP/DVP), Bundestagsabgeordneter
- 1925, 19. August, Lotte Köhler, † 1. Januar 2022 in München, Unternehmerin, Psychoanalytikerin und Mäzenin
- 1925, 15. September, Erika Köth, † 20. Februar 1989 in Speyer, Opernsängerin

### 1926 bis 1950

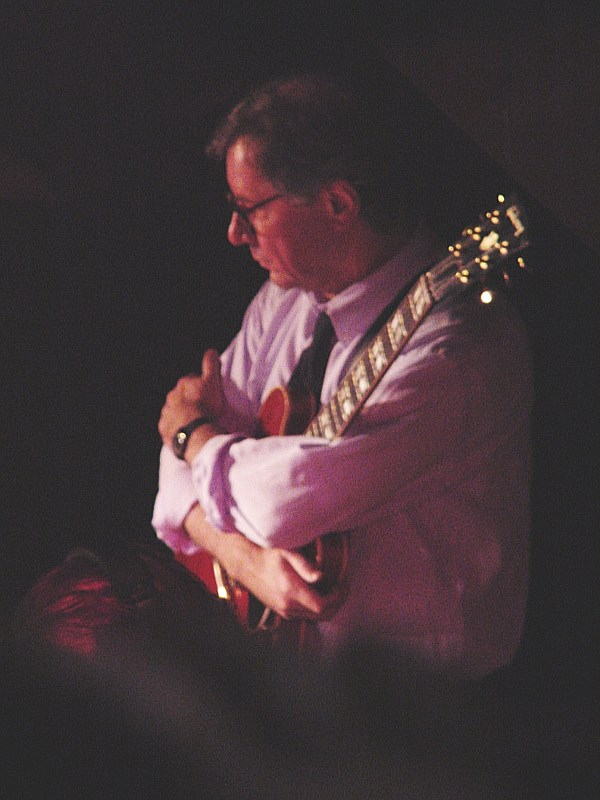
Volker Kriegel, Jazzmusiker und Cartoonist

- 1926, 25. Februar, Käte Ledig-Schön, † 31. Januar 2014, Künstlerin, Grafikerin und Schriftstellerin
- 1926, 7. März, Hellmut Geissner (eigentlich: Geißner), † 19. August 2012, Sprechwissenschaftler
- 1926, 26. März, Heinz A. Staab, † 29. Juli 2012 in Berlin, Chemiker
- 1927, 3. Februar, Peter Merck, † 10. November 2014 in Darmstadt, Miteigentümer und Vorstandsmitglied der Merck KGaA
- 1927, 28. April, Helmut Ehrhardt, † 5. Mai 2011 in Kaiserslautern, Physiker und Hochschullehrer
- 1927, 23. Mai, Wilhelm Wannemacher, Pädagoge, Sachbuchautor und Schriftsteller
- 1927, 15. September, Erika Köth, † 20. Februar 1989 in Speyer, Sängerin, Gesangspädagogin
- 1927, 15. Dezember, Hans Weicker, † 15. Mai 2024 in Darmstadt, Schauspieler
- 1928, 16. März, Karlheinz Böhm, † 29. Mai 2014 in Grödig, Schauspieler und Gründer des Hilfswerks Menschen für Menschen
- 1928, 23. September, Juliane Hund, † 9. Dezember 1999 in Leverkusen, Schachspielerin, Europameisterin
- 1929, 17. Januar, Klaus Sander, † 21. Februar 2015 in Freiburg, Entwicklungsbiologe und Professor für Zoologie
- 1929, 22. Januar, Karl-Heinz Walther, † 4. Oktober 1995, Schauspieler, Regisseur und Theaterintendant
- 1929, 14. März, Werner Doehner, † 8. November 2019 in Laconia, letzter überlebender Passagier der Luftschiffkatastrophe  des LZ 129 im Jahre 1937
- 1929, 4. Juni, Günter Strack, † 18. Januar 1999 in Münchsteinach, Schauspieler
- 1929, 6. Oktober, Christoph Scriba, † 26. Juli 2013 in Hamburg, Mathematikhistoriker
- 1929, 24. Oktober, Gustav Ranis, † 15. Oktober 2013 in Woodbridge/Connecticut, deutsch-US-amerikanischer Ökonom und Hochschullehrer
- 1930, 29. April, Karl Hans Simmrock, † 2. Mai 2017, Professor für technische Chemie der Technischen Universität Dortmund
- 1930, 1. Mai, Horst Rumpf, † 11. Februar 2022, Pädagoge und Professor für Erziehungswissenschaft an der Universität Frankfurt am Main
- 1930, 21. Juni, Gerhard Schott, † 22. Dezember 2017 in Germering, Bibliothekar
- 1930, 13. September, Robert Stromberger, † 7. Februar 2009 in Darmstadt, Drehbuchautor, Schauspieler und Regisseur
- 1930, 20. Dezember, Volker Klotz, † 31. Mai 2023, Literaturwissenschaftler, Theaterkritiker und Dramaturg
- 1931, 16. Juli, Werner König, † 4. Oktober 2018 in Lindau, deutscher Musikwissenschaftler
- 1931, 1. Dezember, Günter Koch, katholischer Theologe
- 1932, 28. Februar, Georg Matthess, † 19. November 2017 in Darmstadt, Hydrogeologe
- 1932, 29. April, Reinhard Moos, deutsch-österreichischer Jurist und Hochschullehrer
- 1932, 21. Mai, Gabriele Wohmann, † 22. Juni 2015 in Darmstadt, Schriftstellerin
- 1932, 14. Juni, Ferdinand H. Barth, † 23. September 2005 in Darmstadt, Theologe, Mitbegründer und Rektor der Evangelischen Fachhochschule Darmstadt
- 1932, 16. Oktober, Karl Otwin Becker, Volkswirt und Mathematiker
- 1932, 24. Dezember, Fritz Deppert, Schriftsteller
- 1934, 30. April, Gerlach Bommersheim, † 20. Dezember 2006 in München, Kunsttherapeut und Musiker
- 1934, 9. August, Renate Axt, † 2. Dezember 2016 in Trier, Schriftstellerin
- 1936, 15. April, Albert Darboven, Unternehmer (Kaffeehandelshaus J.J. Darboven)
- 1936, 4. Juni, Claus Seitz, † 7. Juli 2003 in München, Buchgrafiker und Buchhersteller
- 1936, 18. Oktober, Erwin Schöpf, † 17. Juni 2018, Mediziner
- 1936, 8. Dezember, Helmut Markwort, Verlagsmanager und Chefredakteur des Nachrichtenmagazins Focus
- 1936, 23. Dezember, Ingo Müller, Physiker und Hochschullehrer
- 1936, 24. Dezember, Wilfried Röhrich, † 3. Oktober 2024 in Kiel, Politikwissenschaftler
- 1937, 8. April, Elsbet Orth, † 16. November 1991 in Frankfurt am Main, Historikerin, Hochschullehrerin
- 1937, 19. Juni, Gerhard Zech, Politiker (FDP), Mitglied des Bayerischen Landtags
- 1937, 8. August, Klaus Peter Möller, † 20. Januar 2022, Jurist und Politiker, Landtagspräsident im Hessischen Landtag
- 1937, 8. August, Kurt Weidmann, † 1. Juni 2014 in Darmstadt, Politiker (SPD), ehemaliger Abgeordneter des Hessischen Landtags
- 1937, 9. Oktober, Heiner Knell, † 4. November 2017, Klassischer Archäologe
- 1937, 24. Oktober, Jürgen M. Lehmann, † 18. Januar 2022, Kunsthistoriker
- 1938, 20. Februar, Dieter Eckart, † 18. Januar 2017, Journalist, Herausgeber der Frankfurter Allgemeinen Zeitung
- 1938, 18. Juli, Klaus Werner Eichhorn, † 6. Januar 1994 in Neustadt an der Weinstraße, Agrarwissenschaftler, Phytopathologe und Rebschutzexperte
- 1938, 20. September, Gerhard Büttenbender, Medienwissenschaftler
- 1938, 23. September, Pierre Kröger, † 18. Dezember 2022 in Darmstadt, Maler, Grafiker und Kunstpreisträger der Stadt Darmstadt und des internationalen Senefelder Preises für Lithografie
- 1938, 25. Oktober, Manfred Sorg, † 3. Juli 2024, Theologe und Kirchenfunktionär
- 1938, 15. Dezember, Klaus W. Bender, Journalist und Buchautor
- 1939, Christine Wurm, geborene Staudigl, Fotografin
- 1939, 15. Mai, Burkhard Cordes, brasilianischer Segler, Medaillengewinner bei WM und Olympischen Spielen
- 1939, 6. Juli, Georg Cadora, † 31. Dezember 2011 in Wuppertal, Maler, Zeichner, Collagist und Grafiker
- 1939, 25. September, Georg Fülberth, Politikwissenschaftler
- 1939, 17. Oktober, Paul Bernd Spahn, † 30. Mai 2025, Professor für Öffentliche Finanzen an der Universität Frankfurt am Main
- 1939, 16. November, Hans Herbert von Arnim, Verfassungsrechtler und Parteienkritiker
- 1939, 28. November, Peter Kreutz, Rechtswissenschaftler und Hochschullehrer
- 1940, 21. April, Wolfgang Uhrig, Sportjournalist und Autor
- 1940, 18. Juni, Mirjam Pressler, † 16. Januar 2019 in Landshut, Schriftstellerin und Übersetzerin
- 1940, 27. Juli, Peter Hartherz, † 2. Oktober 2018 in Neu-Anspach, Pädagoge, Verwaltungsbeamter und Politiker (SPD)
- 1940, 30. Dezember, Renate Jaeger, Richterin
- 1941, 28. Januar, Jürgen Zartmann, Schauspieler
- 1941, 1. Februar, Marielouise Jurreit, Journalistin und Schriftstellerin
- 1941, 4. Juli, Helmut Castritius, † 12. September 2019, Althistoriker
- 1941, 13. August, Dietrich Kessel, Politiker, Abgeordneter des Landtags von Nordrhein-Westfalen
- 1941, 21. August, Karl Hermann Kraus, † 6. März 1997 in Darmstadt, Maler, Grafiker und Objektkünstler
- 1942, 29. März, Hans-Joachim Gais, Chemiker und Hochschullehrer
- 1942, 23. Juni, Lothar Scharf, † 3. August 2009 in Greifenstein, Jazzmusiker
- 1942, 20. August, Hans-Joachim Klein, Schwimmer und Präsident der Deutschen Olympischen Gesellschaft
- 1942, 24. Oktober, Angela Haardt, Kuratorin für Medienkunst
- 1943, 11. Februar, Ursula Scheu, † 3. September 2019 in Berlin, Psychologin und Autorin
- 1943, 21. September, Monika Müller-Leibl, Malerin und Grafikerin
- 1943, 8. November, Rainer Witt, † 15. Oktober 2014, Journalist, Hörfunkreporter, Fernsehmoderator, Schriftsteller, Kabarettist und Galerist
- 1943, 24. Dezember, Volker Kriegel, † 15. Juni 2003 in San Sebastián, Jazzmusiker und Cartoonist
- 1944, 9. Juni, Hanns Michael Crass, Kunsthistoriker und Bibliothekar
- 1945, 1. Juli, Gert Krell, Politologe
- 1947, Wolfgang Balzer, Wissenschaftstheoretiker, Hochschullehrer
- 1947, 6. Mai, Hans-Heinrich Dieter, General der Bundeswehr
- 1947, 13. September, Marianne Weil, eigentlich Krista Greffrath-Lieck, Autorin von Texten, Features und Radio-Collagen
- 1948, 26. März, Peter Neumann, Motorradrennfahrer
- 1948, 10. Juli, Michael Spreng, † 28. Juli 2020 auf Mallorca, Journalist und Politikberater
- 1948, 9. Dezember, Georg Lilienthal, Historiker
- 1948, 26. Dezember, Heinz Werner Kraehkamp, † 24. November 2012 in Berlin, Schauspieler, Kabarettist, Autor und Theaterregisseur
- 1950, 12. April, Michael Nungesser, † 4. Januar 2022, Kunstwissenschaftler, Autor und Übersetzer
- 1950, 18. November, Petra Maria Grühn, Schauspielerin, Theaterregisseurin und Theaterleiterin
- 1950, 20. November, Peter Berlit, Mediziner

### 1951 bis 1975

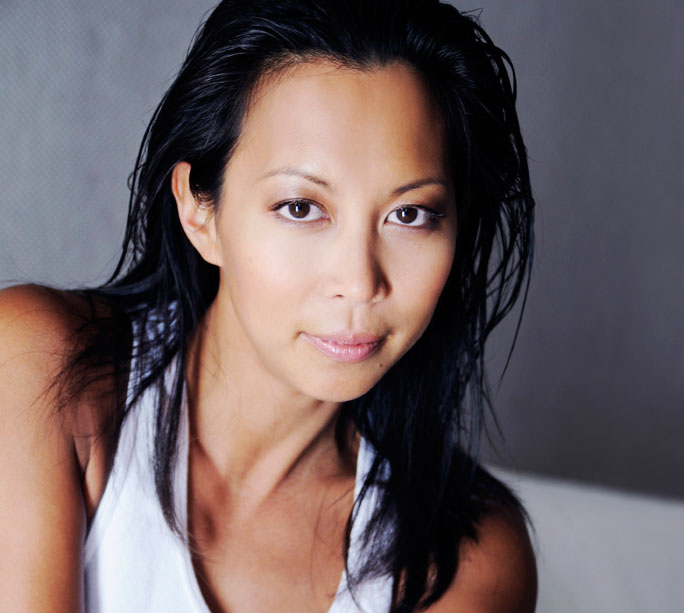
Minh-Khai Phan-Thi, Schauspielerin, Moderatorin und Filmemacherin

- 1951, 1. Dezember, Klaus Roth, Sportwissenschaftler
- 1951, 12. Dezember, Rüdiger Krüger, Germanist, Literat, Bildungs- und Kulturmanager
- 1952, Alex Demirović, Sozialwissenschaftler und Vertreter der kritischen Theorie
- 1952, 6. November, Ritula Fränkel, † 14. Januar 2015 in Darmstadt, bildende Künstlerin
- 1953, 4. Februar, Jürgen Schnell, Bauingenieur
- 1953, 10. März, Horst Amann, Bauprojektleiter
- 1953, 14. Juni, Susanne Röckel, Schriftstellerin und Übersetzerin
- 1953, 20. Oktober, Wolfgang Härdle, Statistiker
- 1954, 22. Februar, Ingrid Haasis-Blank, Politikerin (CDU), Landtagsabgeordnete
- 1954, 8. April, Manfred Häder, Blues-Musiker
- 1954, 17. Juli, Frank Otfried July, evangelischer Bischof von Württemberg
- 1954, 11. Oktober, Rainer Lind, Maler, Zeichner, Graphiker, Gitarrist
- 1954, 16. Dezember, Peter Meisinger, Handballspieler und -trainer
- 1955, Achim Stephan, Philosoph und Hochschullehrer
- 1955, 9. Januar, Klaus Walther, Journalist, Fernsehredakteur, Auslandskorrespondent und Kommunikationsmanager
- 1955, 5. Juli, Klaus-Dieter Frankenberger, Politikwissenschaftler und Journalist
- 1955, 10. Dezember, Lothar Krieg, Leichtathlet
- 1956, Hans Ludwig Herder, Schriftsteller
- 1956, 17. Februar, Sebastian Schuster, Politiker (CDU), Landrat des Rhein-Sieg-Kreises
- 1956, 12. März, Friedrich Kröhnke, Schriftsteller
- 1956, 10. Juni, Michael Weiss, Diplom-Mathematiker und Politiker, Abgeordneter des Deutschen Bundestages
- 1957, Thomas Lutz, Historiker
- 1957, Kai Helm, Schauspieler und Regisseur
- 1957, 1. Juli, Volker Weicker, Regisseur
- 1957, 30. Juli, Sigrun Jakubaschke, Malerin und Hochschullehrerin
- 1957, 25. September, Ulrich Falk, Rechtswissenschaftler und Hochschullehrer
- 1957, 24. Oktober, Diethelm Straube, Journalist und Moderator
- 1957, 13. Dezember, Sven-Eric Bechtolf, Schauspieler und Theaterregisseur
- 1958, 27. Juli, Andreas von Arnim, † 30. März 2005 in Berlin, Manager
- 1958, 7. September, Barbara Maria Kloos, Lyrikerin
- 1958, 9. November, Michael Boder, † 7. April 2024 in Wien, Konzert- und Operndirigent
- 1959, 23. Februar, Karin Wolff, Politikerin (CDU), 1999–2008 hessische Kultusministerin
- 1959, 18. Juli, Wolfram Koch, Chemiker, Hochschullehrer und Wissenschaftsmanager
- 1959, 10. Oktober, Barbara Hund, deutsch-schweizerische Schachmeisterin
- 1959, 14. Dezember, Paul Frielinghaus, Schauspieler
- 1960, Gerd Gockell, Regisseur, Filmproduzent und Hochschullehrer
- 1960, Ursula Kramer, Musikwissenschaftlerin und Hochschullehrerin
- 1960, 2. April, Jochen Hick, Filmregisseur und -produzent
- 1960, 4. Oktober, Johannes Paulmann, Historiker
- 1960, 19. November, Jan Koneffke, Schriftsteller
- 1961, Klaus Brunn, Schriftsteller
- 1961, Bertolt Hering, Filmemacher, Maler und Farbenforscher
- 1961, Tilman Hoppstock, Konzertgitarrist
- 1961, 20. Januar, Alois Bröder, Komponist
- 1961, 5. April, Michael Ammer, Eventmanager
- 1961, 1. September, Kai Kauffmann, Germanist, Literaturwissenschaftler und Hochschullehrer
- 1962, Florika Fink-Hooijer, Juristin, Beamtin der Europäischen Kommission, Generaldirektorin
- 1962, 6. März, Svend Hansen, Archäologe
- 1962, 19. Februar, Hendrikje Kühne, Schweizer Künstlerin
- 1962, 17. September, Connie Walther, Filmregisseurin und Drehbuchautorin
- 1962, 28. Oktober, Jürgen Schäfer, Jurist, Vorsitzender Richter am Bundesgerichtshof
- 1962, 30. Oktober, Peter Lehnert, Politiker (CDU)
- 1962, 25. November, Andreas Dietz, Mediziner und Hochschullehrer
- 1962, 11. Dezember, Roland Günther, Radrennfahrer
- 1963, 11. April, Gottfried Milde jun., Politiker (CDU) und Mitglied des Hessischen Landtags
- 1963, 15. Mai, Bertram Koch, ehemaliger Basketballspieler
- 1963, 4. Juni, Hansi Gnad, ehemaliger Basketballspieler
- 1963, 18. Juni, Florian Knauß, Klassischer Archäologe, Direktor der Staatlichen Antikensammlungen und Glyptothek München
- 1963, 22. Juni, Andrea C. Busch, † 2. September 2008 in Darmstadt, Schriftstellerin
- 1963, 12. August, Axel Kühn, Saxophonist, Komponist, Arrangeur und Hochschullehrer
- 1963, 26. August, Jürgen Richter-Gebert, Mathematiker und Hochschullehrer
- 1963, 6. September, Ronny Meyer, Bauingenieur, Autor, Fernsehmoderator und Musiker
- 1963, 16. September, Kristina Sinemus, Unternehmerin und hessische Staatsministerin für Digitale Strategie und Entwicklung
- 1963, 10. Oktober, Markus Schmitz, † 8. Januar 2009 in Darmstadt, Philosoph, Lehrer und Hochschullehrer
- 1964, Anke Caroline Burger, Übersetzerin
- 1964, Werner Volker Meyer, Opern- und Konzertsänger
- 1964, 21. März, Andreas Braun, Politiker
- 1964, 20. Mai, Andreas Storm, Politiker (CDU), 2011–2014 saarländischer Minister
- 1964, 5. Juli, Mike Meiré, bürgerlich Michael Meier, Designer, Art Director, Künstler und Kurator
- 1964, 9. August, Felix Becker, Fechter
- 1964, 3. Oktober, Thomas Rotsch, Rechtswissenschaftler
- 1965, Pascal Nicklas, Schriftsteller, Journalist und Literaturwissenschaftler
- 1965, Markus Roth, Physiker, Hochschullehrer
- 1965, 16. Mai, Jörg Dötsch, Pädiater und Hochschullehrer
- 1965, 17. September, Christopher Dell, Musiker, Komponist und Theoretiker
- 1966, Susanne Bei der Wieden, reformierte Theologin, Kirchenpräsidentin der Evangelisch-reformierten Kirche
- 1966, Stefan Benz, Journalist und Schriftsteller
- 1966, Beatrix Doderer, Schauspielerin und Kabarettistin
- 1966, 4. Januar, Henry Nold, Konzeptkünstler
- 1966, 10. Januar, Frank Klein, Musikmanager und Discjockey
- 1966, 8. Februar, Bruno Labbadia, ehemaliger Fußballprofi, ehemaliger Trainer des SV Darmstadt 98
- 1966, 12. April, Gunnar Fuss, Kameramann
- 1966, 2. August, Michael Marx, Journalist und Fernsehmoderator
- 1966, 14. November, Hartwig Jourdan, Politiker (CDU), Landtagsabgeordneter
- 1966, 25. Dezember, Britta Unsleber, Fußballspielerin
- 1967, Jan Hemming, Musikwissenschaftler und Hochschullehrer
- 1967, Jörn Müller-Quade, Informatiker, Kryptograph und Hochschullehrer
- 1967, 29. Oktober, Matthias Maus, Modedesigner und Künstler
- 1967, 6. Dezember, Peter Franz, Politiker (CDU), Landtagsabgeordneter
- 1968, Tilmann Dehnhard, Jazzsaxophonist und -flötist
- 1968, Uli Partheil, Jazzpianist
- 1968, 1. Januar, Jörg Dräger, Physiker
- 1968, 25. Januar, Bodo Hechelhammer, Historiker
- 1968, 25. Januar, Felix Klein, Jurist und Diplomat
- 1968, 24. März, Alf Leue, Schriftsteller (Pseudonym: Lars Simon)
- 1968, 19. September, Silke Lautenschläger, Politikerin (CDU), hessische Staatsministerin (2001–2010)
- 1968, 13. Dezember, Johannes F. Diehl, evangelischer Theologe und Hebraist
- 1969, Sigrid Schüßler, politische Aktivistin
- 1969, 20. Januar, Tillmann Hahn, Koch; mit einem Stern im Guide Michelin ausgezeichnet
- 1970, Thorsten Loeb, Schauspieler
- 1970, Julia Oschatz, Künstlerin
- 1970, Mai, Yo Rühmer, freie Illustratorin
- 1970, 5. Mai, Roman Flügel, Produzent, DJ und Live-Act in der elektronischen Musikszene
- 1970, 24. Juli, Urs Peter Gruber, Rechtswissenschaftler
- 1972, 22. Februar, Markus Rühl, Bodybuilder
- 1973, Lars Binder, Jazzmusiker
- 1973, 14. März, Malte König, Historiker
- 1973, 25. Oktober, Ivar Leon Menger, Autor, Filmregisseur, Designer, Werbetexter und Verleger
- 1973, 29. Dezember, Vince Rockland, amerikanischer Pornodarsteller
- 1974, Veronika Hoffmann, römisch-katholische Theologin und Hochschullehrerin
- 1974, Irene Kurka, Sängerin (Sopran)
- 1974, Michael Mayer, Historiker
- 1974, 19. Februar, Minh-Khai Phan-Thi, Schauspielerin, Moderatorin und Filmemacherin
- 1974, 8. November, Daniel Körber, ehemaliger Eishockeyspieler
- 1975, Julia Heilmann, Kunsthistorikerin und Autorin
- 1975, 8. Januar, Leif Blum, Jurist und Politiker
- 1975, 6. Mai, Natascha Schaffrik-Hindelang, Eishockeyspielerin

### 1976 bis 2000

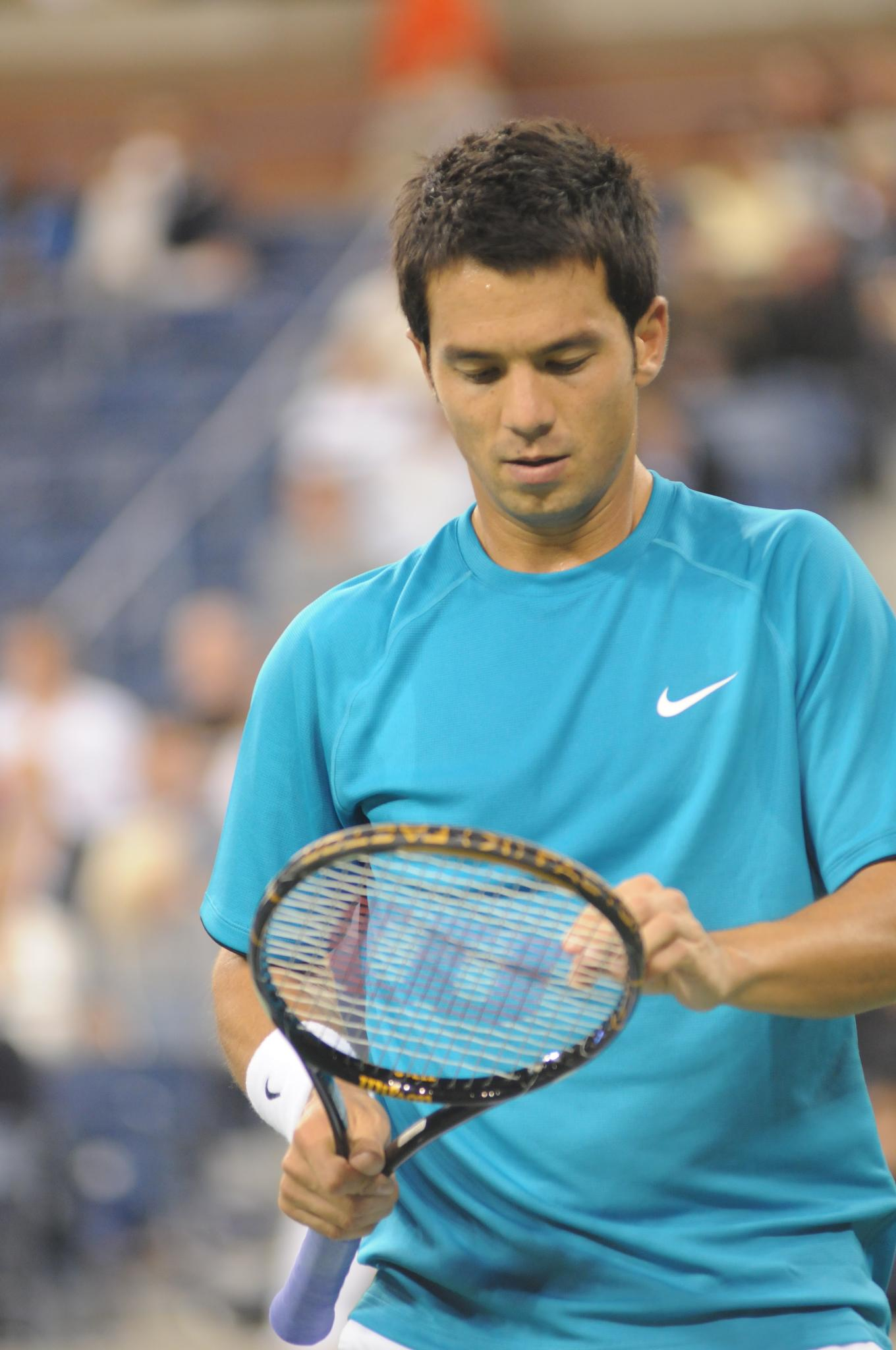
Björn Phau, Tennisspieler

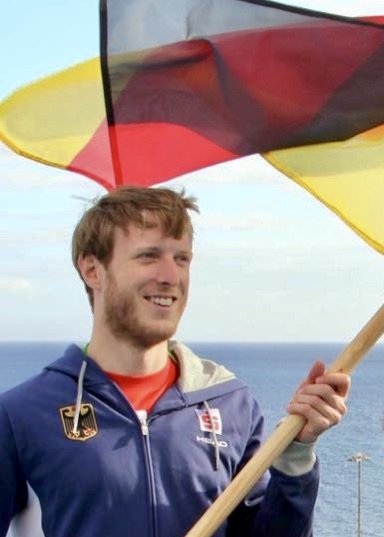
Daniel Simon, Schwimmer

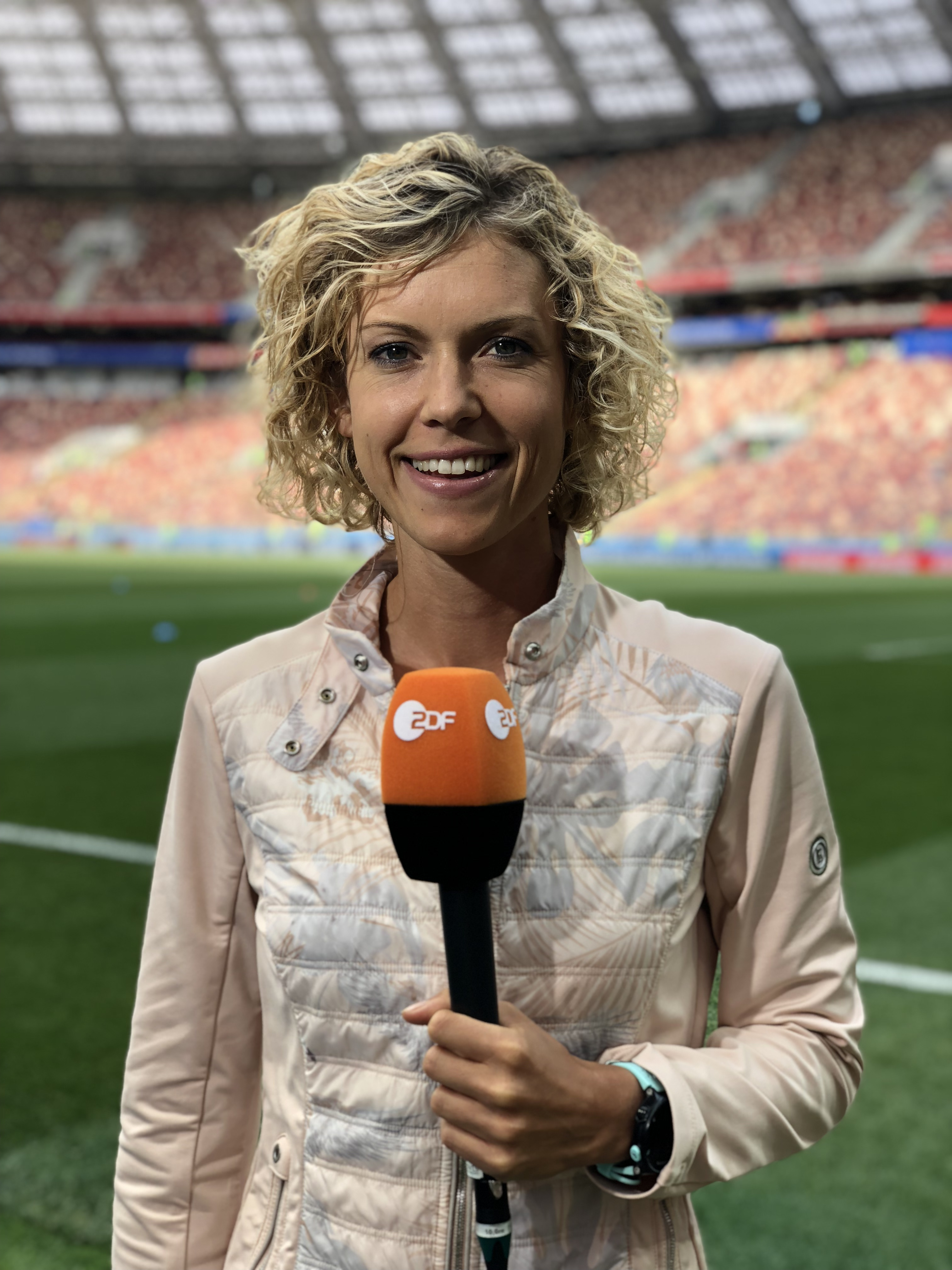
Annika Zimmermann, Moderatorin

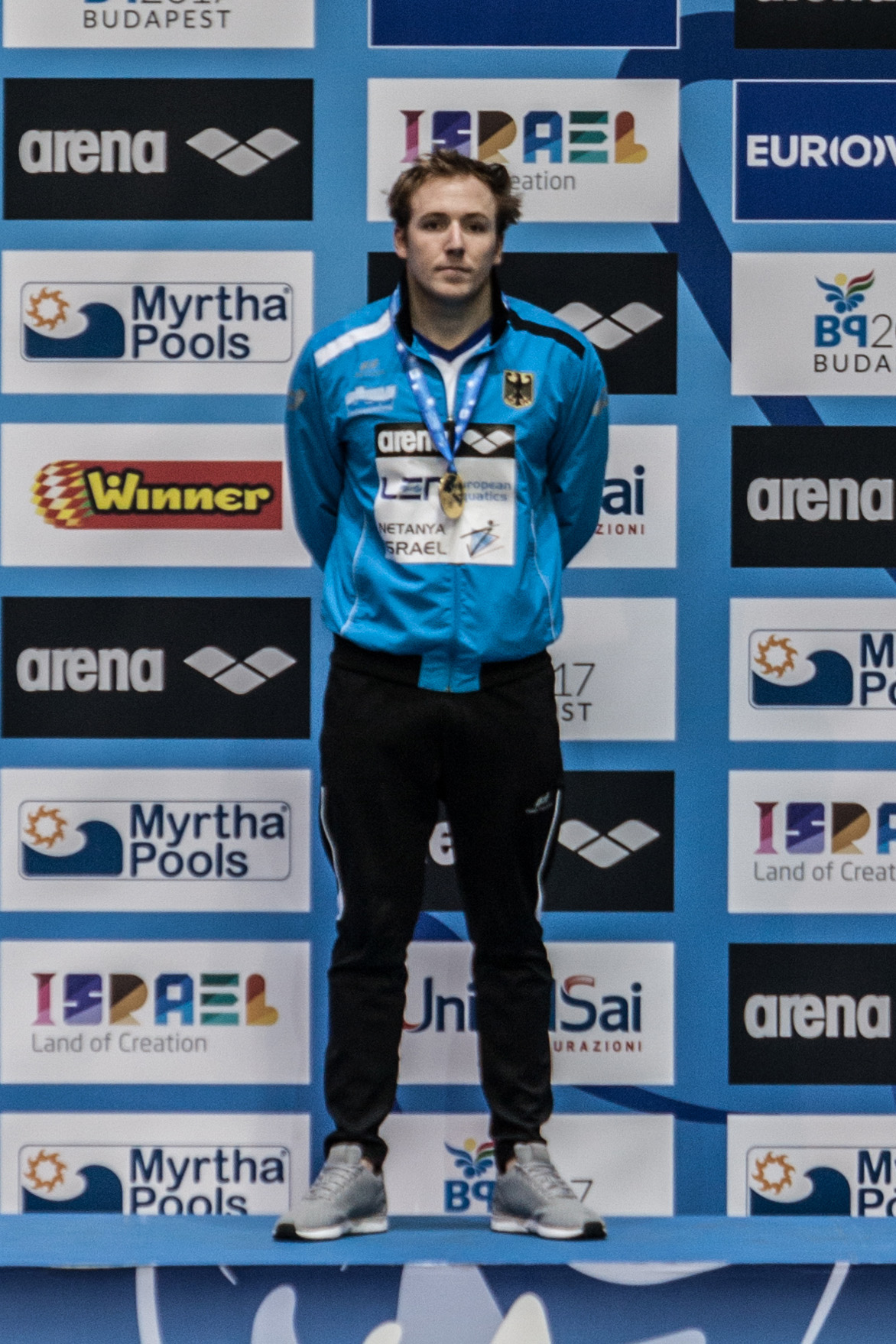
Marco Koch, Schwimmer

- 1976, Johanna Erzberger, römisch-katholische Theologin
- 1976, Mario Fischer, evangelischer Theologe, Generalsekretär der Gemeinschaft Evangelischer Kirchen in Europa
- 1976, 23. März, Robert Schäfer, Jurist und Fußballfunktionär
- 1976, 17. Juli, Andrea Glass, Tennisspielerin
- 1976, 30. August, Peter Lauterbach, Journalist und Moderator
- 1976, 22. Oktober, Jan Dittrich, ehemaliger Politiker
- 1977, Johannes Falk, Musiker, Singer-Songwriter
- 1977, 21. März, Karola Obermüller, Komponistin
- 1977, 13. September, Leonie Brandis, Schauspielerin
- 1977, 31. Dezember, Torsten Schäfer, Journalist, Autor und Hochschullehrer
- 1978, 30. Mai, Eva Imhof, Fernsehjournalistin und -moderatorin
- 1979, Henning Hartmann, Schauspieler und Hörspielsprecher
- 1979, Eva Verena Müller, Schauspielerin
- 1979, Benjamin Prüfer, Journalist und Autor
- 1979, 4. Oktober, Björn Phau, Tennisspieler
- 1980, 10. März, Manfred Pentz, Politiker (CDU), Minister in Hessen
- 1980, 16. Oktober, Jan Wilke, Komponist und Dirigent
- 1980, 1. Dezember, Matthias Weber, Basketballspieler
- 1981, 2. Januar, Hanno Balitsch, Fußballspieler
- 1981, 8. Januar, Erwin Bradasch, Fußballspieler
- 1981, 19. Februar, Christoph Heller, Filmschaffender
- 1981, 13. Juli, Susan Blatt, geb. Dietrich, Triathletin
- 1982, 19. Juni, Eva Trautmann, Pentathletin
- 1982, 8. Dezember, Christian Beisel, Fußballspieler
- 1983, 17. Januar, Johannes Herber, Basketballspieler von ALBA Berlin
- 1984, Sonia Achkar, Pianistin und Hochschullehrerin
- 1984, 8. Januar, Tobias Backhaus, Jazzmusiker
- 1984, 13. Februar, Stefan Karl Schmid, Jazzmusiker
- 1984, 10. August, Stephan Lerch, Fußballtrainer
- 1984, 25. September, Ates Gürpinar, Politiker (Die Linke)
- 1985, 9. Juli, Benjamin Spindler, Pokerspieler
- 1985, 17. Oktober, Sandra Fleckenstein, Schauspielerin
- 1986, 9. April, Julia Osterloh, Volleyballspielerin
- 1986, 9. Mai, Andreas Helgi Schmid, Schauspieler
- 1987, 21. Juli, Bashir Adam, Taekwondokämpfer
- 1987, 13. November, Daniele Toch, Fußballspieler
- 1988, Jannis Meng, Schauspieler
- 1988, Katarina Schmidt, Schauspielerin
- 1988, 26. Januar, Jannis Meng, Schauspieler
- 1988, 19. Juni, Oliver Heil, Fußballspieler
- 1988, 16. November, Daniel Simon, Schwimmer, Doppel-Weltmeister und Weltrekordhalter
- 1989, 29. März, Annika Zimmermann, Fernsehmoderatorin und Journalistin
- 1989, 26. Juni, Elia Soriano, deutsch-italienischer Fußballspieler
- 1989, 2. Juli, Sebastian Münzenmaier, Politiker (AfD)
- 1990, Hagen Bähr, Schauspieler
- 1990, 2. Januar, Konstantin Schmidt, Eishockeyspieler
- 1990, 25. Januar, Marco Koch, Schwimmer, Weltmeister
- 1990, 19. Februar, Jonathan Heimes, † 8. März 2016 in Darmstadt, Fußballfan und an Krebs Erkrankter
- 1990, 28. Oktober, Yannick Stark, Fußballspieler
- 1991, 8. Februar, Roberto Soriano, deutsch-italienischer Fußballspieler
- 1991, 13. September, Jannik Sommer, Fußballspieler
- 1992, 8. April, Christian Mager, Radrennfahrer
- 1992, 19. Juli, Burak Bilgin, Fußballspieler
- 1993, 13. Juni, Kai Schäfer, Badmintonspieler
- 1993, 8. Dezember, Ruwen Straub, Schwimmer
- 1994, 1. September, Leon Fesser, Fußballspieler
- 1995, 1. August, Mélé Temguia, kanadisch-deutscher Fußballspieler
- 1996, 26. November, Marco Komenda, Fußballspieler
- 1997, 15. März, Nima Mirkhoshhal, Pianist
- 1997, 20. März, Ole Heiland, Tubist
- 1997, 30. August, Anouar El Moukhantir, Fußballspieler
- 1998, 15. November, Roger Kintopf, Jazzmusiker
- 1999, 4. Mai, Josephine Becker, Schauspielerin
- 2000, 24. Mai, Ian Weber, Handballspieler
- 2000, 11. Juli, Jonathan Burkardt, Fußballspieler

### Ab 2001
- 2001, 28. August, Leo Oppermann, Fußballtorwart
- 2002, 8. November, Jean-Paul Danneberg,  Hockeyspieler, Weltmeister
- 2003, 10. Juli, Leonardo Vonić, kroatisch-deutscher Fußballspieler
- 2005, 2. Februar, Fabio Torsiello, Fußballspieler

## Personen, die in Darmstadt gelebt und gewirkt haben

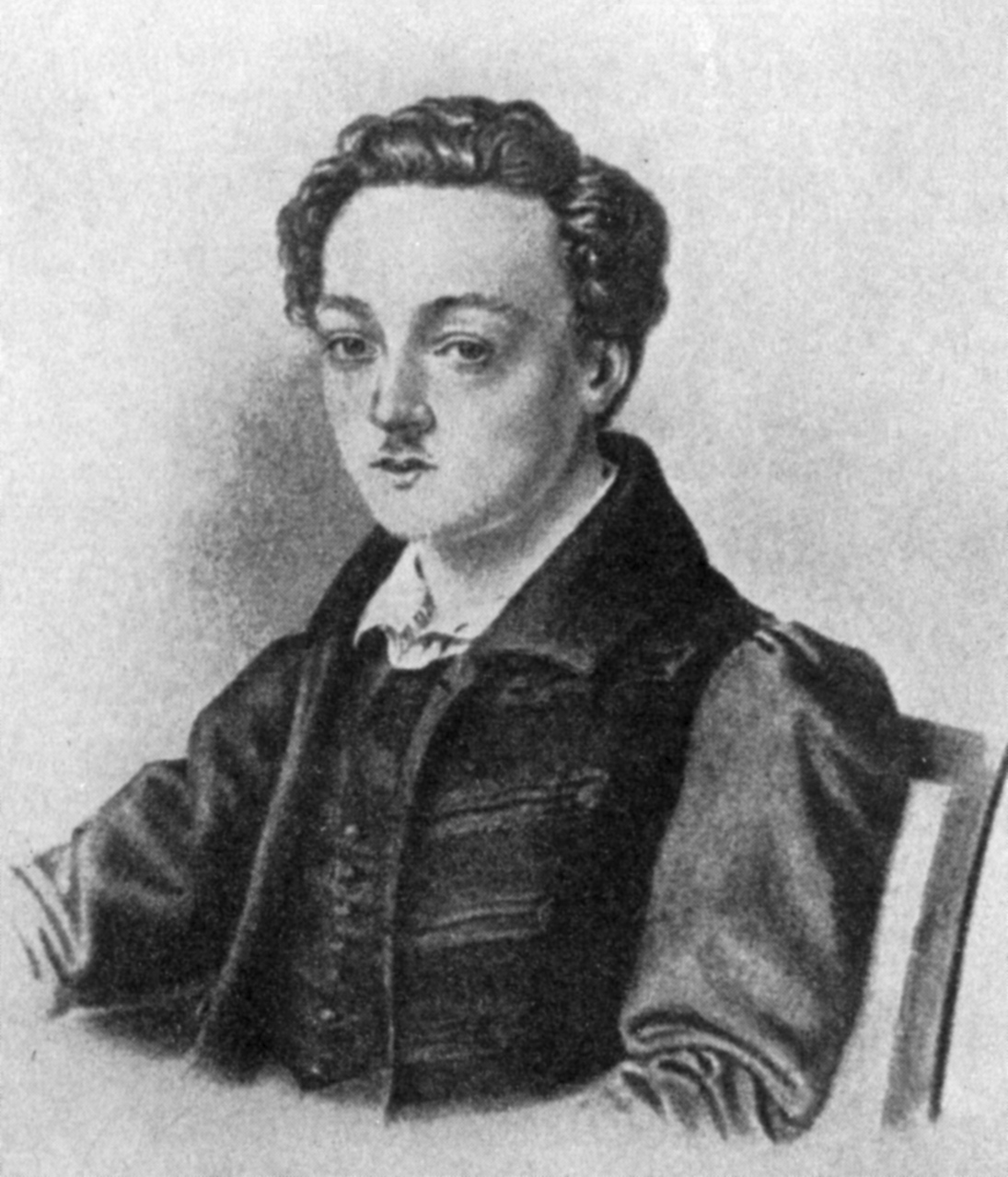
Georg Büchner, Schriftsteller (1813–1837)

Diese Liste enthält eine Übersicht von Personen, die in Darmstadt gelebt und gewirkt haben, jedoch nicht dort geboren sind.

### Bis 1800
- Nicolaus Maurus, * 1483 in Sankt Goarshausen; † 26. November 1539 in Frankfurt am Main, lutherischer Theologe
- Jakob Kesselhut, * in Seeheim; † 6. Januar 1610 in Darmstadt, Steinmetz und Baumeister unter Landgraf Georg I.
- Johannes Vietor, * 1. August 1574 in Alsfeld; † 25. Januar 1628 in Darmstadt, ab 1608 Hofprediger in Darmstadt, ab 1623 Superintendent
- Johann Balthasar Moscherosch, * 31. August 1647 in Straßburg; † 9. April 1703 in Darmstadt, Romanist und Bibliothekar
- Anna Maria Schober, 〰 1672 in Frankfurt am Main;  † 16. April 1728, deutsche Opern- und Konzertsängerin in der Stimmlage Sopran
- Christoph Graupner, * 13. Januar 1683 in Kirchberg; † 10. Mai 1760 in Darmstadt, Komponist
- August Friedrich Freiherr von Minnigerode, * 16. Dezember 1687 in Sondershausen; † 17. November 1747 in Darmstadt, Forst- und Staatsmann in Darmstadt
- Johann Peter Boßler,* irrtüml. 1687, eigentl. 1689 in Lichtenberg; † 1742 in Darmstadt, hochfürstlicher Hofbüchsenmacher der Landgrafen von Hessen-Darmstadt
- Wilhelm Adolf Miltenberger * 26. Dezember 1714 in Siegen; † 8. Dezember 1784 in Darmstadt, Wirklicher Geheimer Rat, Staatsminister und Regierungsdirektor
- Karoline von Pfalz-Zweibrücken, die Große Landgräfin; * 9. März 1721 in Straßburg; † 30. März 1774 in Darmstadt
- Prinzessin George, Großmutter der Königin Luise, * 16. März 1729 in Heidesheim; † 11. März 1818 in Neustrelitz
- Wilhelm Gottfried von Moser, * 27. November 1729 in Tübingen; † 31. Januar 1793 in Ulm, Leiter der obersten Forstbehörde, Präsident der Rentkammer, Kammerjunker und Geheimrat in Darmstadt
- Christian Hartmann Samuel von Gatzert, * 4. Juni 1739 in Meiningen; † 2. April 1807 in Gießen, Regierungspräsident in Darmstadt
- Georg Christoph Lichtenberg, * 1. Juli 1742 in Ober-Ramstadt; † 24. Februar 1799 in Göttingen, Physiker und Schriftsteller
- Johann Georg Heinrich Backofen * 6. Juli 1768 in Durlach; † 10. Juli 1830 in Darmstadt, Klarinettist und Komponist
- Johann Georg Scriba * 24. Januar 1769 in Nieder-Beerbach; † 8. Mai 1826 in Darmstadt, Wirklicher Geheimer Staatsrat, Sektionschef des hessischen Kriegsministeriums und Mitglied im Staatsrat des Großherzogtums Hessen
- Peter Alois Gratz, * 17. August 1769 in Mittelberg/Allgäu; † 1. November 1849 in Darmstadt, katholischer Bibelwissenschaftler
- Johann Christian Heinrich Rinck, * 18. Februar 1770 in Elgersburg bei Ilmenau (Thüringen), † 7. August 1846 in Darmstadt, Komponist der Romantik
- Leander van Eß, * 15. Februar 1772 in Warburg/Westfalen; † 13. Oktober 1847 in Affolterbach/Odenwald, Bibelübersetzer
- Philipp Engel von Klipstein, * 2. Juni 1777 in Königstädten; † 3. November 1866 in Darmstadt, war hessischer Oberforstpräsident, nach ihm sind Klipsteingrab und Klipsteineiche in Darmstadt benannt
- Moritz Friedrich Illig, * 30. Oktober 1777 in Erbach im Odenwald; † 26. Juli 1845 in Darmstadt, Uhrmacher, Mechanikus und Erfinder der vegetabilischen Leimung des Papiers in der Masse
- Georg Moller, * 21. Januar 1784 in Diepholz; † 13. März 1852 in Darmstadt, hessischer Hofbaudirektor – aber auch in ganz Süddeutschland tätiger Architekt und Stadtplaner
- Carl Wilhelm Leske, * 3. März 1784 in Leipzig; † 13. November 1837 in Darmstadt, Verleger und Buchhändler
- Johann Wilhelm Christian Steiner, * 15. Februar 1785 in Roßdorf; † 29. März 1870 in Darmstadt, Hofgerichtsadvokat, Notar und Historiograph des großherzoglichen Hauses und Landes
- Heinrich von Gagern, * 20. August 1789 in Bayreuth; † 22. Mai 1880 in Darmstadt, Ministerpräsident von Hessen-Darmstadt

### 1801 bis 1900
- Adolf Kehrer * 25. September 1811 in Erbach (Odenwald); † 29. August 1886 in Darmstadt, preußischer Generalmajor, Kommandant von Darmstadt
- Friedrich von Flotow, * 27. April 1812 auf Gut Teutendorf, Mecklenburg; † 24. Januar 1883 in Darmstadt, Komponist
- Georg Büchner, * 17. Oktober 1813 in Goddelau bei Darmstadt; † 19. Februar 1837 in Zürich, Schriftsteller
- Karl Friedrich Emil Fries, * 23. Dezember 1813 in Wiesbaden; † 8. November 1853 in Darmstadt, Agrarwissenschaftler, Lehrer an der Höheren Gewerbeschule
- Otto Roquette, * 19. April 1824 in Krotoschin (Krotoszyn) bei Posen; † 18. März 1896 in Darmstadt, Dichter und Professor für deutsche Literatur und Geschichte in Berlin und Darmstadt
- Heinrich von Hügel, * 7. August 1828 in Mainz; † 2. August 1899 in Berlin, deutscher Architekt und Eisenbahn-Bauunternehmer
- August Wilhelm Theodor Adam, * 3. Dezember 1833 in Nordhausen am Harz; † 22. Januar 1886 in Cönnern, Königl. Großherz. Musikdirektor
- Carl Schenck, * 14. November 1835 in Herborn; † 19. Dezember 1910, deutscher Unternehmer (Firma Carl Schenck AG)
- Carl Weyprecht, * 8. September 1838 in Darmstadt; † 29. März 1881 in Michelstadt, Polarforscher, Entdecker des Franz-Josef-Landes
- Gustav Lorenz, * 4. Februar 1846 in Obbornhofen; † 7. August 1927 in Darmstadt, Veterinärmediziner, Entdecker des Serums gegen den Schweinerotlauf
- Hermann Schaefer, * 30. August 1843 in Ortenberg (Hessen); † 21. Oktober 1932 in Darmstadt, erster Bürgermeister der Stadt Herne
- Christoph Ruths, * 30. Dezember 1851 in Neutsch; † 6. Juni 1922 in Darmstadt, Schriftsteller, Psychologe und Astronom
- Erasmus Kittler, * 25. Juni 1852 in Schwabach; † 14. März 1929 in Darmstadt, Elektrotechnik-Pionier, Professor für Elektrotechnik in Darmstadt
- Arnold Mendelssohn, * 26. Dezember 1855 in Ratibor; † 18. Februar 1933 in Darmstadt, Komponist und Musikpädagoge
- Karl Hofmann, * 20. April 1856 in Herborn; † 1933 in Darmstadt, Architekt, Hochschullehrer, Professor
- Friedrich Pützer, * 25. Juli 1871 in Aachen; † 31. Januar 1922 in Frankfurt am Main, Architekt; Professor für Städte- und Kirchenbau an der TH Darmstadt
- Kuno Ferdinand Graf von Hardenberg (1871–1938), Kunsthistoriker, Maler, Innenarchitekt, Museumsdirektor, Schriftsteller und Großherzoglicher Hofmarschall von Hessen-Darmstadt
- August Buxbaum, * 14. April 1876 in Langenbrombach; † 21. Februar 1960 in Darmstadt, Architekt und Darmstädter Stadtbaurat
- Waldemar Petersen, * 10. Juni 1880 in Athen (Griechenland); † 27. Februar 1946 in Darmstadt, 1915–1933 Professor für Elektrotechnik an der TH Darmstadt
- Hermann Graf Keyserling, * 20. Juli 1880 in Könno, Estland (Balten-Deutscher); † 26. April 1946 in Innsbruck, Philosoph in Darmstadt
- Otto Bartning, * 12. April 1883 in Karlsruhe; † 20. Februar 1959 in Darmstadt, Architekt
- Karl Gruber, * 6. Mai 1885 in Konstanz; † 12. Februar 1966 in Darmstadt, Architekt, Stadtplaner und Architekturhistoriker
- Ernst Schroeder, * 8. September 1889 in Bartenstein; † 14. Oktober 1971 in Darmstadt, Kommunalpolitiker (FDP), Oberbürgermeister und Bürgermeister
- Frank Thiess, * 13. März 1890 in Eluisenstein bei Uexküll/Livland; † 22. Dezember 1977 in Darmstadt, deutscher Schriftsteller
- Wilhelm Leuschner, * 15. Juni 1890 in Bayreuth; † 29. September 1944 in Berlin (hingerichtet), Gewerkschaftsführer, Innenminister von Hessen
- Wilhelm Petersen, * 15. März 1890 in Athen (Griechenland); † 18. Dezember 1957 in Darmstadt, Komponist
- Karl Ströher, * 15. März 1890 in Rothenkirchen/Vogtland; † 26. November 1977, Darmstädter Unternehmer (Wella) und Kunstmäzen; erwarb u. a. den Block Beuys, der seit 1970 im Landesmuseum installiert ist
- Walter Jankowsky, * 15. Juni 1890 in Wittingen; † 2. Mai 1974 in Darmstadt, Anthropologe und Autor
- Ludwig Schwamb, * 30. Juli 1890 in Undenheim/Rheinhessen; † 23. Januar 1945 in Berlin-Plötzensee (hingerichtet), Widerstandskämpfer
- Johann Sebastian Dang, * 6. September 1891 in Bretzenheim bei Mainz; † 18. August 1958 in Darmstadt, Schriftsteller, Mitbegründer des Darmstädter Echo
- Hartmuth Pfeil, * 13. Februar 1893 in Höchst am Main; † am 4. Juni 1962 in Darmstadt, Grafiker und Zeichner
- Karl Böhm, * 28. August 1894 in Graz; † 14. August 1981 in Salzburg, österreichisch-deutscher Dirigent; 1927–31 Generalmusikdirektor in Darmstadt
- Carlo Mierendorff, * 24. März 1897 in Großenhain; † 4. Dezember 1943 in Leipzig, Reichstagsabgeordneter und Widerstandskämpfer
- Karl Deppert, * 8. Dezember 1897 in Bensheim; † 16. Februar 1988 in Bad König, hessischer Maler und Lyriker
- Ernes Merck, * 2. Juli 1898 in Stolp, Pommern; † 25. November 1927 in Darmstadt, Rennfahrerin
- Martin Jahn, * 10. November 1898 in Potsdam; † 6. Juli 1981 in Darmstadt, Zeichner, Maler und Kunstpädagoge
- Ernst Neufert, * 15. März 1900 in Freyburg an der Unstrut; † 23. Februar 1986 in Rolle am Genfersee, Architekt
- Hans Gerhard Evers, * 19. März 1900 in Lübeck, † 8. April 1993 in Hofgeismar, Kunsthistoriker, Hochschullehrer, Leiter des 1. Darmstädter Gesprächs 1950, Johann-Heinrich-Merck-Preis (1960), Silberne Verdienstplakette der Stadt Darmstadt (1965)
- Walter Brecht * 20. Juni 1900 in Augsburg; † 27. September 1986 in Darmstadt, Papiertechnologe; 1931–1971 Leiter des Instituts für Papierfabrikation der TU Darmstadt, Johann-Heinrich-Merck-Preis (1985), Silberne Verdienstplakette der Stadt Darmstadt (1979)

### 1901 bis 2000
- Ernst Holtzmann * 1. November 1902 in Gießen, † 14. Juli 1996 in Darmstadt, Abgeordneter des Hessischen Landtags (CDU) und 1962–67 Bürgermeister von Darmstadt
- Eugen Kogon, * 2. Februar 1903 in München; † 24. Juli 1987 in Königstein im Taunus, 1951–1968 Professor für Politikwissenschaft an der TH Darmstadt (heute TU)
- Heinrich von Brentano di Tremezzo, * 20. Juni 1904 in Offenbach am Main, † 14. November 1964 in Darmstadt, Politiker (CDU); von 1955 bis 1961 Bundesminister des Auswärtigen
- Gerhard Herzberg, * 25. Dezember 1904 in Hamburg; † 3. März 1999 in Ottawa, Kanada, Nobelpreisträger für Chemie 1971, Studium, Promotion (1928) und Privatdozentur (1930–1935) am Fachbereich Physik der TH Darmstadt, 1935 erzwungene Flucht aus Nazideutschland
- Walter Jockisch, * 20. Februar 1907 in Arolsen; † 22. März 1970 in München, Dramaturg, Librettist, Opernregisseur und -intendant
- Walter Schmiele, * 12. April 1909 in Swinemünde; † 21. Oktober 1998 in Darmstadt, freier Schriftsteller und Übersetzer
- Harro Dicks, * 3. Oktober 1911 in Köln; † 24. Januar 2013 in Darmstadt, war bis 1976 Operndirektor am Staatstheater Darmstadt und Leiter der Opernschule an der Akademie für Tonkunst
- Wilfried de Beauclair, * 4. April 1912 in Ascona, deutscher Ingenieur, Informatiker und Computerpionier
- Arno Schmidt, * 18. Januar 1914 in Hamburg; † 3. Juni 1979 in Celle, Schriftsteller
- Ludwig Friedel, * 10. August 1917 in Glatz, Niederschlesien; † 8. April 2017 in Darmstadt, Industriekaufmann, Fotograf, Bildhauer und Maler
- Gudrun Zapf-von Hesse, * 2. Januar 1918 in Schwerin; † 13. Dezember 2019, in Darmstadt, Typografin und Buchbinderin
- Hermann Zapf, * 8. November 1918 in Nürnberg; † 4. Juni 2015 in Darmstadt, Typograf, Kalligraf, Autor und Lehrer
- Joachim Borsdorff, * 30. Juli 1919 in Schnellroda; † 20. März 1985 in Darmstadt, Kommunalpolitiker (SPD) und Bürgermeister
- Rudolf Fischer, * 27. April 1920 in Frankfurt am Main; † 12. Dezember 1998 in Bergisch Gladbach, Puppenspieler u. a. beim Hohnsteiner Puppentheater und in der Fernsehserie Der Spatz vom Wallrafplatz; in Darmstadt Leiter der Darmstädter Puppenspiele
- Heinz Schöffler, * 9. Februar 1921 in Neustadt a. d. Weinstraße; † 30. April 1973 in Heuchelheim-Klingen, Lektor, Schriftsteller, Literaturkritiker, Kunstkritiker
- Inge von Wedemeyer (* 1921 in Eldagsen (Springe) bei Hannover), Schriftstellerin und Meditationslehrerin in Darmstadt,[3] Gründerin vom Verlag Heilbronn
- Fritz Ebner, * 15. Dezember 1922 in Friedberg (Hessen); † 28. August 2010 in Darmstadt, Goethe-Forscher und Literat
- Ute Brinckmann-Schmolling, * 8. Mai 1924 in Insterburg; † 24. Februar 2014 in Darmstadt, Grafikerin und Malerin
- Robert Piloty, * 6. Juni 1924 in München; † 21. Januar 2013, ein Gründervater der Informatikstudiengänge in Deutschland; Professor an der TU Darmstadt
- Pierre Boulez * 26. März 1925 in Montbrison, Département Loire; † 5. Januar 2016 in Baden-Baden, französischer Komponist, Dirigent und Musiktheoretiker, 1955–1967 Dozent der Darmstädter Ferienkurse für Neue Musik und Dirigent des Darmstädter Kammerensembles.
- Manfred Sauerbrey * 10. Oktober 1927 in Rüstringen; † 18. Dezember 2006 in Darmstadt, leitender Beamter in der Wasserwirtschaft Hessen und Rheinland-Pfalz, nach der Wiedervereinigung Staatssekretär in Thüringen
- Karl Dienst, * 24. Januar 1930 in Weisel; † 27. Mai 2014 in Darmstadt, ev. Theologe und Kirchenhistoriker
- Gerhard M. Sessler, * 15. Februar 1931 in Rosenfeld, Professor für Elektrotechnik an der TU Darmstadt, Miterfinder des Elektret-Mikrofons und des Silizium-Mikrofons, Preisträger der National Inventors Hall of Fame der USA (1999)
- Gerhard Hund, * 4. Februar 1932 in Leipzig; † 21. Juni 2024 in Freiburg i. Br., Mathematiker und Informatiker; wirkte von 1955 bis 1961 an der TH Darmstadt
- Lothar Emil Träder, * 19. April 1932 in Berlin, Historiker, Pädagoge und Publizist; wirkte ab 1959 am Schulzentrum Marienhöhe, zuletzt als dessen langjähriger Leiter
- Eberhard Warkehr, * 2. Oktober 1932 in Dorstadt; † 7. Oktober 2017, Chemiker, Hochschullehrer, Hochschulrektor und Kommunalpolitiker
- Maciej Łukaszczyk, * 11. März 1934 in Warschau; † 2. Juni 2014 in Posen, polnischer Pianist am Landestheater Darmstadt; Gründer, sowie langjähriger Präsident der Darmstädter Chopin-Gesellschaft und Träger des Bundesverdienstkreuzes, Verdienstorden der Republik Polen sowie die Johann-Heinrich-Merck-Ehrung der Stadt Darmstadt
- Kaj Fölster, * 27. August 1936 in Schweden, schwedische Schriftstellerin, Sozialarbeiterin und Politikerin
- Barbara Bredow, * 18. April 1937 in Karlsruhe, Bildende Künstlerin
- Barbara Obermüller, * 1937 in Tübingen, Autorin, Feministin und Politikerin, Trägerin der Verdienstmedaille des Verdienstordens der Bundesrepublik Deutschland
- Peter Schnell, * 10. Juni 1938 in Berlin, Mathematiker, Softwareentwickler, Unternehmer, Stifter
- Marian Czura, * 1939 in Groszowice bei Oppeln, polnischer Filmemacher (u. a. Daheim sterben die Leut’, Er tanzte das Leben) und Maler; lebt seit 1986 in Darmstadt
- Otti Geschka, * 27. Dezember 1939 in Selters (Taunus)-Haintchen, Politikerin (CDU) und Staatssekretärin a. D., 1993–99 Oberbürgermeisterin in Rüsselsheim und damit Hessens erste Oberbürgermeisterin
- Sherif A. Hassan, * 9. Juli 1939 in Alexandria; † 7. April 2020, ägyptisch-deutscher Phytomediziner für biologischen Pflanzenschutz im Julius Kühn Institut
- Dorit Zinn, * 7. Mai 1940 in Dessau, Schriftstellerin; wohnt in Darmstadt
- Horst Knechtel, * 5. April 1943 in Posen, † 7. Dezember 2022, Kommunalpolitiker (SPD) und Bürgermeister in Darmstadt
- Rolf Idler, * 1. Juli 1943 in Schorndorf, † 12. April 2012 in Egelsbach, langjähriges Ensemblemitglied des Staatstheaters Darmstadt
- Peter Hofmann, * 22. August 1944 in Marienbad; † 29. November 2010 in Selb, Opernsänger
- Lutz Brockhaus, * 14. September 1945 in Berlin; † 1. September 2016 in Darmstadt, Bildhauer und Hochschullehrer
- Wolfgang Gehrke, * 10. November 1945 in Hamburg, Ingenieur, Kommunalpolitiker (CDU) und Manager
- Annegret Soltau, * 16. Januar 1946 in Lüneburg, bildende Künstlerin
- Wolfgang Seeliger, * 30. Mai 1946 in Heidelberg, Gründer und Leiter des Konzertchors Darmstadt, der Darmstädter Hofkapelle und des Philharmonischen Orchesters Darmstadt
- Detlef Kraft, * 22. Mai 1950 in Berlin, Bildhauer
- Michael Groblewski, * 1. Juni 1950 in Dortmund, Kunsthistoriker und Hochschullehrer
- Claus K. Netuschil, * 30. März 1951 in Heppenheim (Bergstraße), Galerist und Kunsthistoriker
- Kira Stein * 8. März 1952 in Frankfurt am Main ist eine deutsche Maschinenbauingenieurin.
- Ursula Teicher-Maier, * 12. Juli 1952 in Jugenheim, Schriftstellerin
- Hans Jürgen Prömel, * 16. September 1953 in Bienen; von 2007 bis 2019 Präsident der TU Darmstadt
- Johann-Dietrich Wörner, * 18. Juli 1954 in Kassel, von 1995 bis 2007 Präsident der TU Darmstadt; von 2007 bis 2015 Vorstandsvorsitzender des Deutschen Zentrums für Luft- und Raumfahrt (DLR)
- Michael Siebel, * 12. Juni 1957 in Bad Schwalbach, hessischer Politiker (SPD) und Abgeordneter des Hessischen Landtags
- Wolfgang Kleber, * 20. Februar 1958 in Idstein/Taunus, Organist der Pauluskirche Darmstadt
- Volker Schultz, * 1962 in Frankfurt/Main, Wirtschaftsingenieur
- Michael Kibler, * 24. Februar 1963 in Heilbronn, Schriftsteller
- Christian Gude, * 1965 in Rheine, Autor von Kriminalromanen
- Jörn Leonhard, * 27. Mai 1967 in Birkenfeld, Historiker
- Matthias Matschke, * 17. Oktober 1968 in Marburg, Schauspieler
- Menowin Fröhlich, * 4. September 1987 in München, Popsänger
- Andrea Petković, * 9. September 1987 in Tuzla (Jugoslawien), Tennisspielerin
- Andreas Ewald, * 1988, Politiker (Bündnis 90/Die Grünen)
- Olexesh, * 25. Februar 1988 in Kiew, Rapper